# Johannes Bugenhagen
Johannes Bugenhagen, surnommé Doctor Pomeranus (né le 24 juin 1485 à Wolin (duché de Poméranie); † 20 avril 1558 à Wittemberg), célèbre réformateur allemand, est l'un des proches collaborateurs de Martin Luther. Par son apostolat, il assure la conversion de tous les pays de la Hanse au protestantisme.
Après des études à Greifswald et un ministère à Treptow an der Rega, Bugenhagen se rallie dès 1521 aux idées de Luther, devient en 1523 pasteur de l'église de Wittemberg, professeur de l’Université de Wittemberg et directeur du Cercle électoral de Saxe. Il réforme le clergé de la ville de Brunswick, le clergé du duché de Brunswick-Wolfenbüttel, celui des villes libres de Hambourg, Lübeck et Hildesheim, du Schleswig, du Holstein, du Danemark et de la Norvège, enfin celui de la Poméranie. Par la formation d’un clergé instruit et par la traduction de la Bible en langue vernaculaire, il marque de son empreinte le protestantisme naissant. Cet ami de Martin Luther n'est pas seulement le confident et le confesseur du grand réformateur saxon : il bénit son mariage avec Katharina von Bora, procède au baptême de leurs enfants et prononce l'éloge funèbre de Luther.

## Années de formation

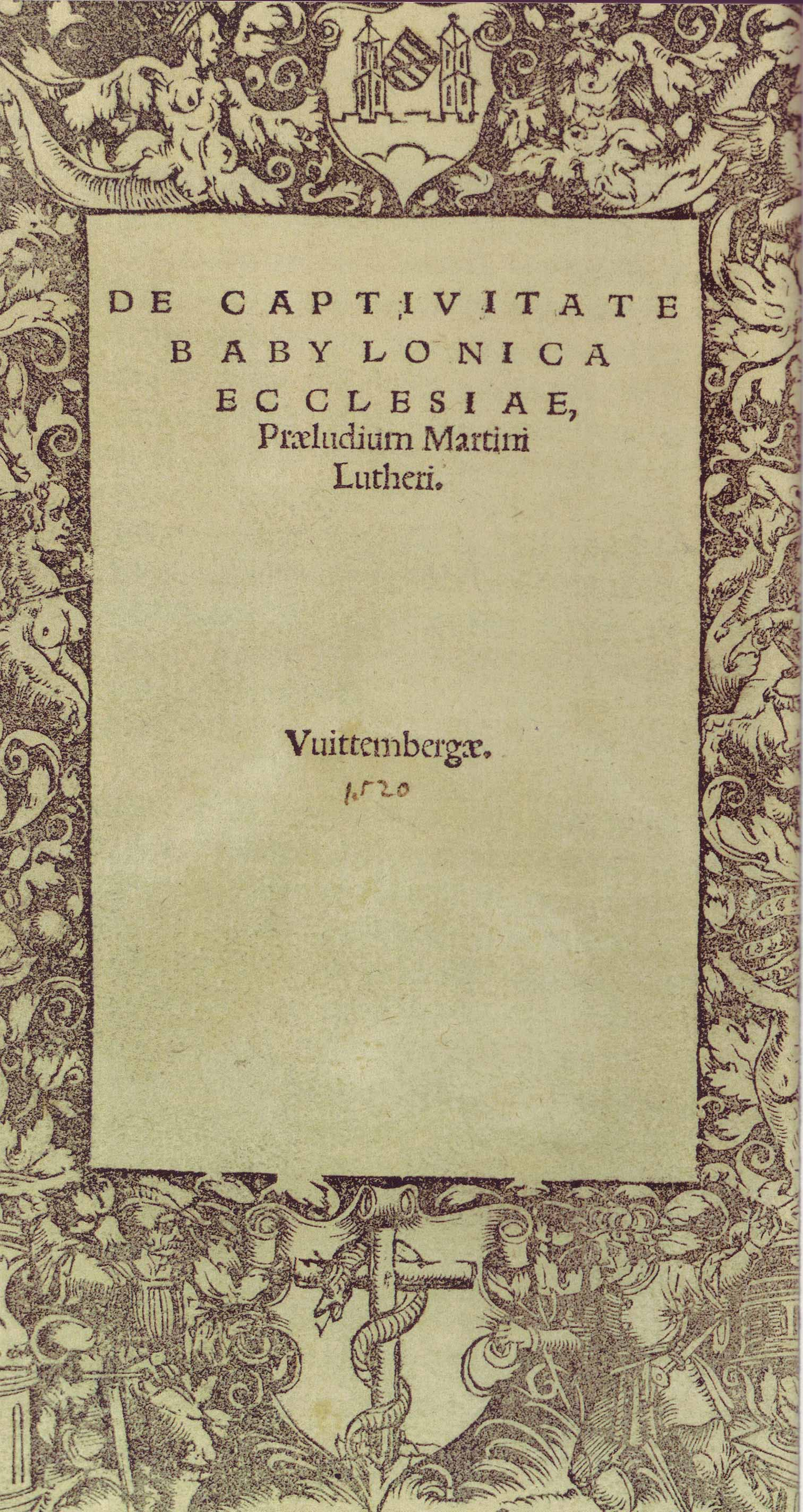
C'est par ce pamphlet, un des premiers écrits polémiques de Luther, que Bugenhagen devait rallier peu à peu la cause de la Réforme.

On ne sait pratiquement rien de la jeunesse de Bugenhagen. Son père, Gerhard Bugenhagen, est conseiller princier, et sans doute aussi échevin de Wolin. Sa famille bénéficie de l'appui de Marie, sœur du duc Bogusław X de Poméranie et mère-abbesse du couvent cistercien de Wolin. On peut supposer que Bugenhagen fréquente le séminaire de Wolin jusqu'à l'âge de 16 ans, puisqu'on n'a retrouvé aucune trace d'inscription au collège de Stettin. Mais on sait en revanche qu'il s’inscrit à l’université de Greifswald le 24 janvier 1502 et y étudie les arts libéraux. Il quitte l'université au cours de l'été 1504 sans avoir obtenu aucun diplôme. À la fin de l'année il part enseigner à l'école de Treptow-an-der-Rega où on l'a fait venir en tant que recteur.
Là, il enseigne le latin et imprime une Bible à ses frais. Il attire un large auditoire, non seulement parmi les bourgeois et les citadins de Treptow, mais aussi parmi les religieux des monastères de la région ; en fait, la réputation de son école s'étend bientôt de la Livonie à la Westphalie, qui lui envoient plusieurs élèves. Et bien qu'il n'ait pas étudié la théologie, Bugenhagen obtient en 1509 la consécration et est fait vicaire de l'église Sainte-Marie de Treptow. Il se met à étudier alors la théologie en autodidacte et vers 1512 entre en correspondance avec l’humaniste Johannes Murmellius, qui l'initie à la pensée d’Érasme de Rotterdam. C'est ainsi qu'il entre en relation avec les religieux de l’abbaye de Belbuck auprès desquels il exerce une grande influence : en 1517, les frères le nomment professeur au séminaire que l'abbé Johann Boldewan vient d'inaugurer. Ce dernier le charge de lire l'Écriture Sainte et les Pères de l'Église aux moines.
En 1517, le duc Bogusław X lui-même demande à Bugenhagen de composer une Chronique de la Poméranie. Le maître d'école de Treptow entreprend pour cela un voyage à travers la Poméranie pour recueillir la matière et les témoignages propres à l'aider dans son travail. Le 27 mai 1518 il peut présenter au duc la Chronique avec une dédicace au prince. Cette œuvre légèrement teintée d'humanisme, intitulée Pomerania, qui offre la première histoire complète de la Poméranie, est rédigée en latin avec des exemples tirés des Chroniques du pays en vieux haut-allemand et vieux bas-allemand de Thomas Kantzow. Le travail demandé par Boguslaw X amène l'électeur de Saxe Frédéric le Sage à passer commande d'un ouvrage similaire pour la Saxe.
Mais bientôt Bugenhagen prend connaissance des écrits de Martin Luther. D'après les témoignages, c'est lors d'un dîner avec le clergé de Treptow, dans la maison du curé de Sainte-Marie, Otto Slutow (Schlutow), qu'on lit devant lui le pamphlet de Martin Luther intitulé De captivitate Babylonica ecclesiae praeludium (« Sur l’exil de l'Église en Babylonie »). Il regarde d'abord ce texte comme hérétique mais, en l'examinant plus en détail, il y décèle une signification profonde. Intrigué, il écrit à Luther pour en savoir davantage. Luther répond amicalement et expédie à Bugenhagen son Tractatus de libertate Christiana (« Traité sur la liberté chrétienne »), qui reprend l'ensemble des thèses doctrinales qu'il a développées jusqu'alors.

## Débuts à Wittemberg

### Études et premières conférences à l'Université

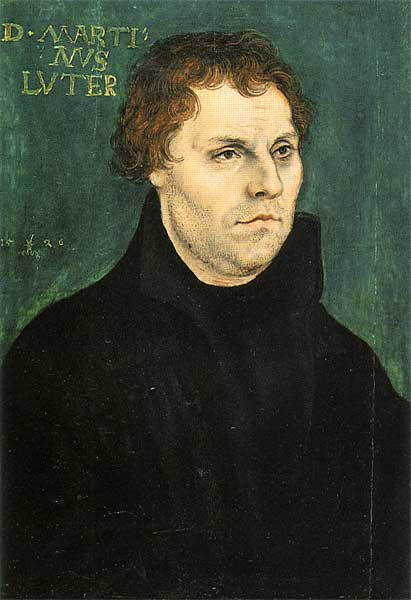
Martin Luther

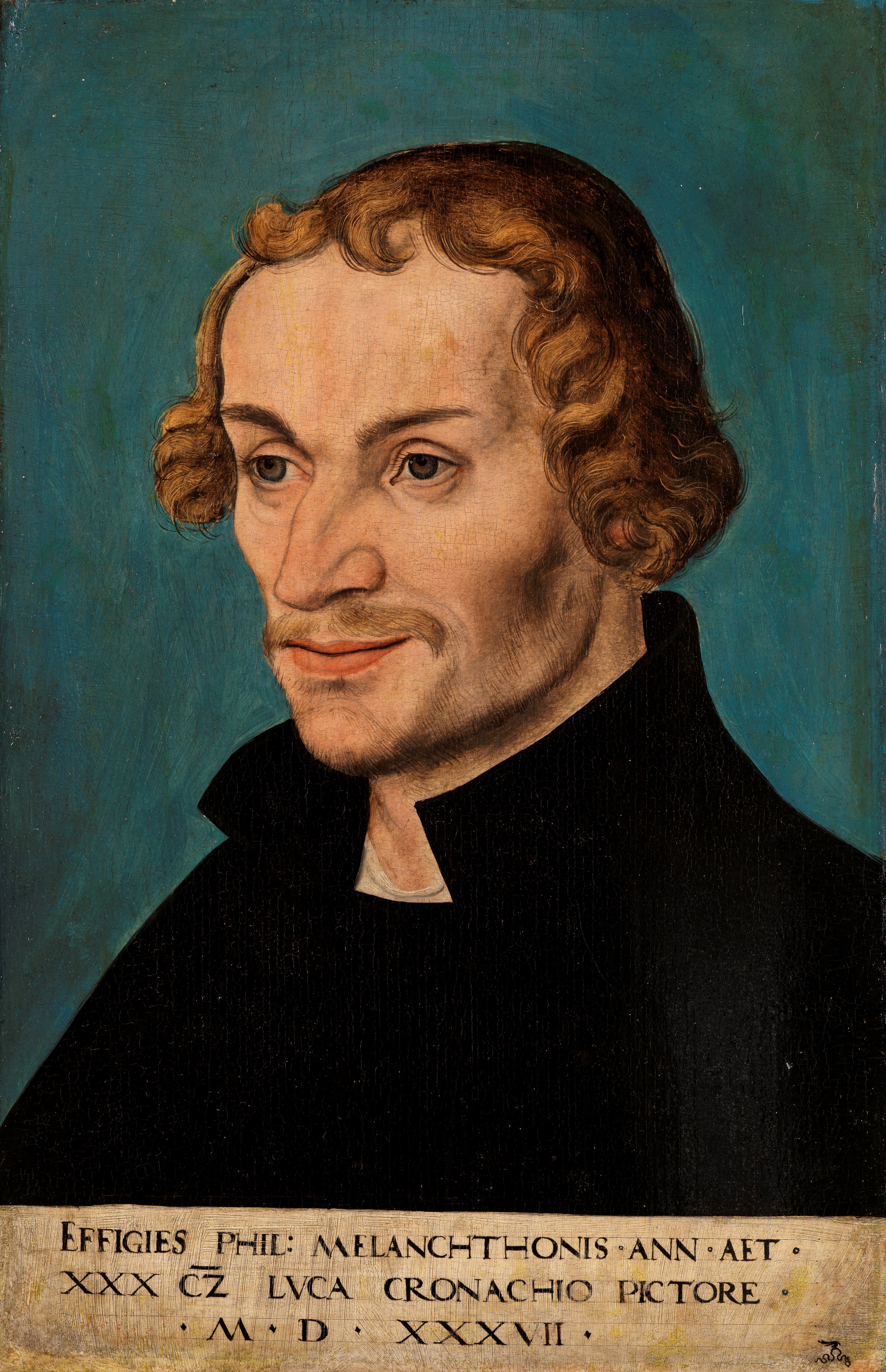
Philippe Mélanchthon

Bouleversé par ces idées nouvelles, Bugenhagen se rend en mars 1521 à Wittemberg, où il échange ses vues avec Luther et Mélanchthon. De son passé de religieux il a gardé un tour de pensée encore scolastique, qu'une application continue à l'herméneutique biblique commence à faire évoluer vers la nécessité d'un retour aux sources. Par la lecture de Johannes Murmellius, dans la période de Treptow, les influences humanistes commencent à l'inciter à rechercher l'authenticité des textes. Mais la découverte des écrits de Luther le pousse définitivement vers la théologie. Dès lors, le péché cesse pour lui d'être une tribulation pouvant être rachetée par la prière, et il fait sien le crédo caractéristique : « Toute notre vie n'est que péché, quand bien même nous sommes rachetés par Christ ensuite. » 
Son interprétation des Écritures est entièrement imprégnée de la doctrine de la justification (justificatio impii), dans la mesure où l'Écriture et la foi rédemptrice en Christ se confondent. Bugenhagen développe le thème de la rédemption du pécheur dans le cadre d'une théologie de l’élection divine. Il veut développer ces hypothèses à  Wittemberg et c'est pourquoi il s'inscrit à l'université le 29 avril 1521 pour y apprendre la théologie réformée d'un maître expérimenté. Dans cette ville de la vallée de l'Elbe, il trouve d'abord la bienveillance de Philipp Melanchthon, qui l'accueille dans sa maison et l'invite à sa table. À partir du 3 novembre 1521, il peut donner des conférences académiques sur les Psaumes, qui sont imprimés depuis 1524. Bugenhagen est témoin des événements de Wittemberg, auxquels il s'abstient toutefois de se mêler. Mais les développements de l'agitation en ville ne le laissent pas indifférent. C'est ainsi que par son mariage le 13 octobre 1522 il prend fermement position contre le célibat des clercs.

### Ses débuts en tant que pasteur
À la mort du vieux pasteur de Wittemberg, Simon Hein, au début du mois de septembre 1523, Bugenhagen est élu à cette charge le 25 octobre 1523 sur la recommandation de Luther auprès du conseil municipal et des représentants de la communauté. Il s'y montre un fidèle partisan de Luther, dont il devient le confesseur et l'ami. Ses prêches, qu'il prononce volontiers en public, sont fort prolixes ce qui constitue un sujet de plaisanterie pour Luther et ses amis. Malgré la lenteur de ses développements, Bugenhagen sait cependant mettre en valeur la Parole avec efficacité et sagesse. Il n'omet jamais de s'inspirer de l'actualité pour convaincre les fidèles de l'urgence de se conformer aux principes chrétiens.

### Activité théologique
Outre les multiples devoirs qu'occasionne la charge de pasteur, Bugenhagen poursuit ses conférences d'exégèse biblique à l'université, met en forme le texte de ces conférences pour les faire imprimer et en autorise même des adaptations pour la publication. Avec la parution de plusieurs de ses commentaires de l’Ancien et du Nouveau Testament, ses écrits gagnent en renommée, ce qui lui permet de se faire connaître comme théologien bien au-delà des frontières du Saint Empire. En septembre 1524, la ville de Hambourg lui fait des avances qui se heurtent à une protestation du conseil de Wittemberg qui se trouve lié par l'Édit de Worms et considère son honneur bafoué. De même, l’invitation de Dantzig pour un an avorte en raison du veto du conseil des échevins de Wittemberg.
Après l'exégèse, l'organisation pratique du culte et la propagation de l'évangile commencent à occuper l'essentiel de sa pensée et de ses actions. Par de courts écrits, il fait connaître ses avis sur l'organisation et le bon usage de l’eucharistie, la confession et les autres rites. C'est ainsi qu'en 1525 il compose la lettre de félicitation intitulée De conjugio episcoporum et diaconorum à l'occasion du mariage du père supérieur augustin de Lichtenburg, Wolfgang Reissbusch : il s'y félicite du mariage d'un clerc comme de l'accomplissement d'une volonté divine et le justifie sur le plan théologique. Cela reflète une transition notable du mouvement initial de la Réforme vers la constitution d'un clergé protestant. Il faut d'ailleurs signaler que c'est le même Bugenhagen qui, le 13 juin 1525, bénit l'union de Luther avec Katharina von Bora.
Bugenhagen n'a pas prémédité cette évolution des mœurs : n'écrit-il pas à Johann Hess pour contester l'interprétation de la liturgie et de l'eucharistie selon Andreas Bodenstein et Ulrich Zwingli? Lorsque Zwingli lui répond directement, Bugenhagen cède, mais il a enclenché une nouvelle phase dans la querelle sur l'eucharistie, qui devait désormais opposer Luther lui-même à Zwingli. Bugenhagen n'essaie pas de modérer son ami, occupé de son côté à débattre avec Martin Bucer et Johannes Brenz. Au cours des années suivantes, il adresse aux chrétiens de Livonie des lettres comme « Lettre aux chrétiens d'Angleterre » (Sendbrief an die Christen in England) ou « Avis chrétien » (Christliche Vermahnung), qui montrent que Bugenhagen ne se contente pas de son travail à Wittemberg, mais que son autorité et ses prises de positions sont discutées un peu partout.
Son manifeste de 1526 intitulé « Sur la foi chrétienne et les bonnes œuvres » (Von dem christlichen Glauben und rechten guten Werken) expose les principes de sa théologie réformée et son ambition pour la réforme de l’Église. Son succès dans la réorganisation de la paroisse de Wittemberg et la ferveur que rencontrent ses écrits font connaître Bugenhagen bien au-delà de Wittemberg, mais dans l'immédiat, il doit encore passer les mois difficiles, marqués par la peste, de l'hiver 1527-28 à Wittemberg : avec Luther, il reste au sein de sa communauté par solidarité et aussi pour parachever auprès des étudiants ses conférences sur les quatre premiers chapitres de l'Épitre aux Corinthiens.

### Départ de Wittemberg
Mélanchthon et Justus Jonas l’Aîné ont pourtant déjà quitté la ville avec leur famille, et l’université se trouve transplantée à Iéna. Après le décès d’Hanna Rörer, la sœur de Bugenhagen, morte en  1527 de la peste, Luther prie son ami de venir habiter chez lui. Là, Bugenhagen est frappé de nouveau d'un coup du destin, avec la mort par maladie de son fils Michael âgé de deux ans, le 26 avril 1528. Entretemps, les discussions entamées depuis mars 1528 entre la ville de Brunswick et l’Université de Wittemberg aboutissent, entraînant le transfert de Bugenhagen à Brunswick. Il prend la route avec sa famille le 16 mai.

## Brunswick

### Les débuts de la réforme en Basse-Saxe

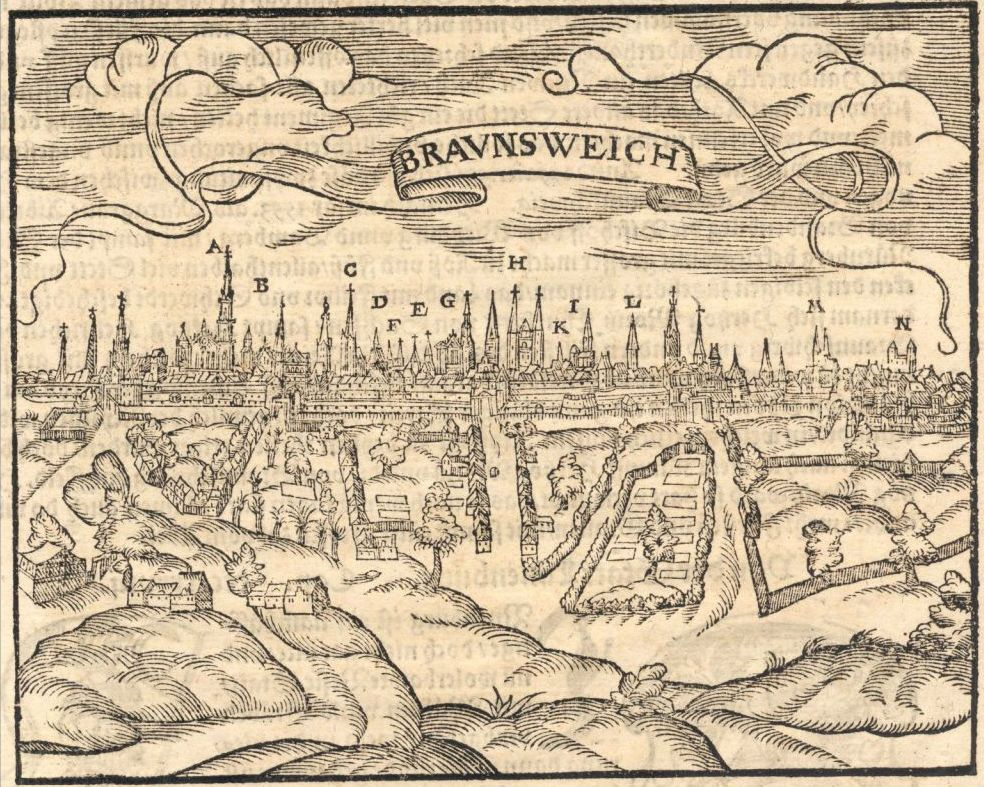
Brunswick vers 1550

Quatre jours plus tard, le 20 mai 1528, Bugenhagen arrive à Brunswick , où il est d'abord hébergé par un bourgeois. Le soir même de son arrivée en ville, les treize prêcheurs réformateurs de Brunswick se réunissent à Saint-André où ils élisent à main levée Bugenhagen comme leur recteur.
À Brunswick, la réforme de Luther a été annoncée dès 1521 par Gottschalk Kruse. La première messe en langue allemande est célébrée (malgré l'interdiction des autorités catholiques) dans la cathédrale de Brunswick à la Pâques 1526. Le premier baptême en allemand se déroule lors de l'Avent 1527. Les changements liturgiques exigés par le clergé favorable à la Réforme et la population prennent une tournure de plus en plus nette. Dès le 11 mars un concile examine 18 points de doctrine, sans toutefois trancher sur un seul ; mais à la fin du mois de mars, deux paroisses se sont chacune dotées d'un règlement précis, ce qui montre l’urgence d’une réorganisation concertée du clergé.

### Premières prédications à Brunswick

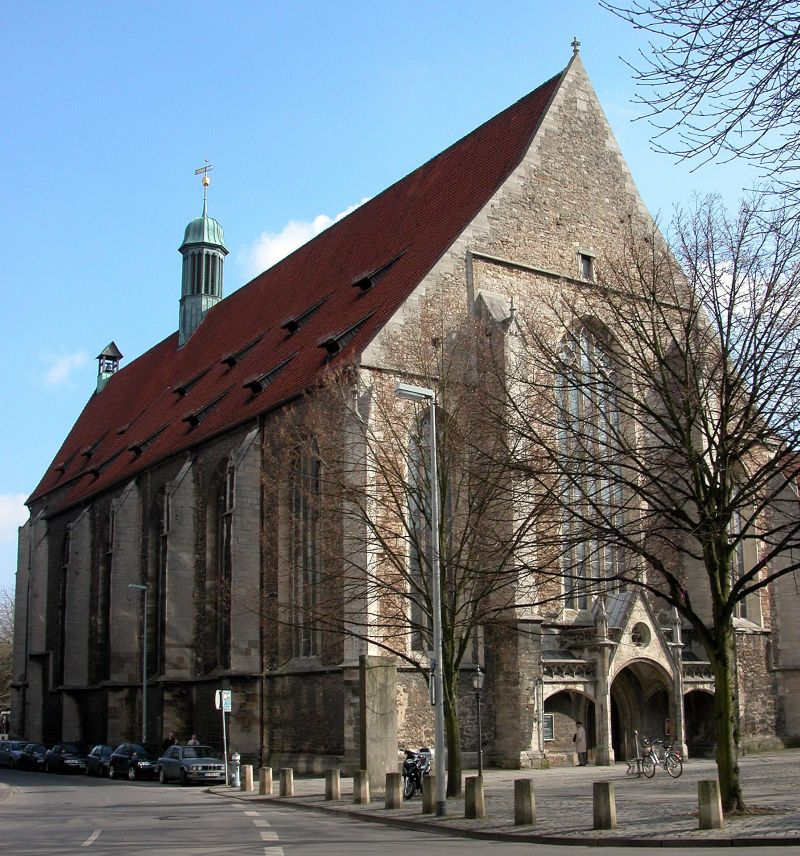
L’église des frères mendiants de Brunswick.

Le 21 mai 1528, jour de l'Ascension, Bugenhagen intervient pour la première fois en chaire dans l’église des frères mendiants, qui jusqu'alors dépend du monastère franciscain. De nombreux fidèles, ne trouvant pas de place à l'intérieur, doivent assister à l'office depuis le parvis avec un second officiant. Puis Bugenhagen se justifie brièvement de sa mission dans cette ville, avant de se consacrer à la préparation de la célébration de l’Ascension. Conformément à l’habitude prise à Wittemberg de prêcher deux fois de suite les dimanches et jours fériés, il remonte en chaire le soir, et y prononce un sermon enthousiaste. Il gagne par là les fidèles de Brunswick à la théologie de Wittemberg qui la reçoivent, d'ailleurs, d'un prédicateur expérimenté. Ils n'ont désormais de cesse que de lui demander de les préparer à une nouvelle vie en communauté, inspirés par l'idée qu'un modèle de congrégation devait se dégager de la Parole de l’Évangile. Mais Bugenhagen leur répète que les œuvres sont elles-mêmes l'apanage d'une foi sincère et authentique et sont la conséquence d'une doctrine accomplie.

### La constitution ecclésiastique de Brunswick

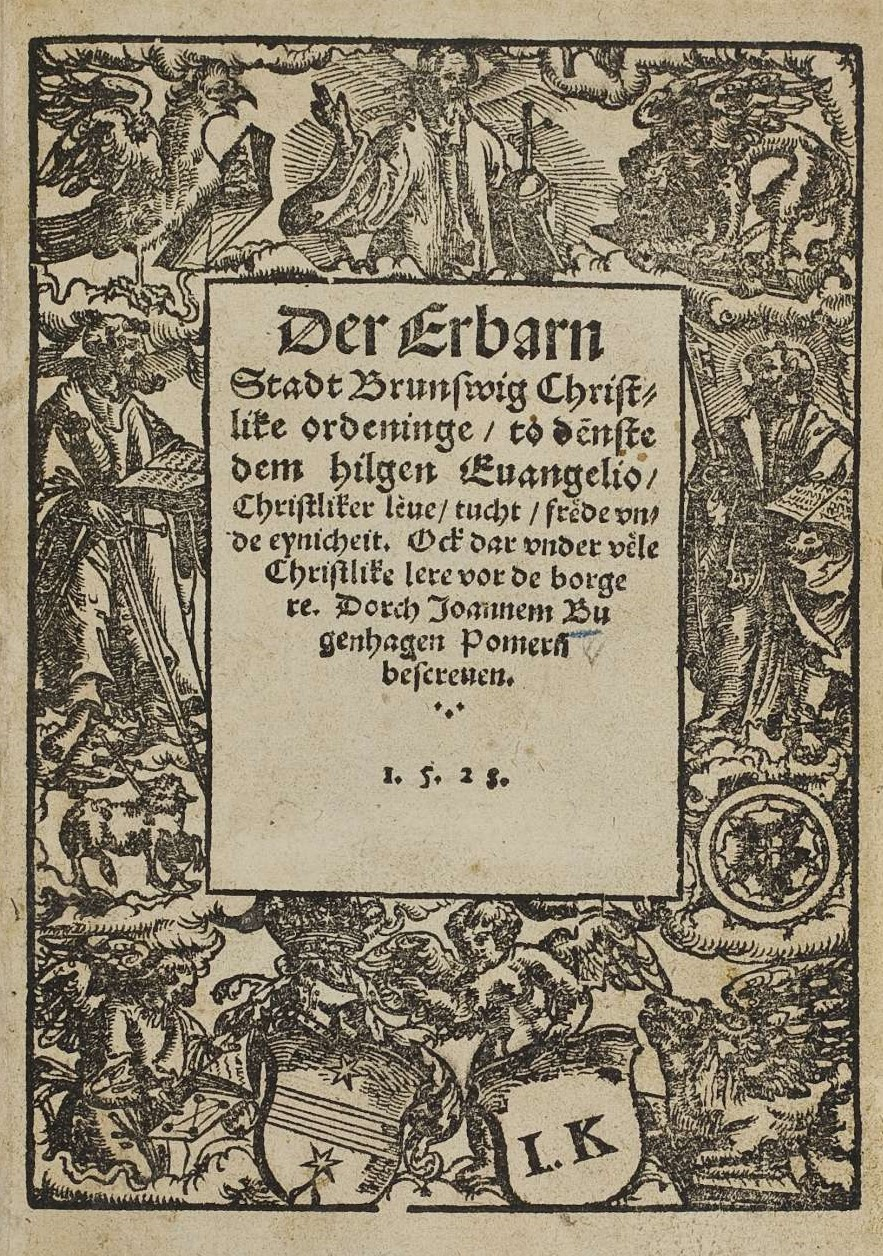
La constitution ecclésiastique de Brunswick.

Abordant la question fondamentale de la réforme de la vie de la congrégation, il pose d'abord en principe la nécessité de former un clergé érudit. Il faut non seulement des hommes capables, avec l'aide d'un assistant, de diriger les consciences, mais aussi des organisateurs. Afin que les théologiens puissent répondre aux exigences de l'époque, il fait installer une tribune pour donner au futur clergé des conférences sur l’exégèse biblique. Il fait sienne la dénonciation de la Fête-Dieu, se saisit de la polémique sur les grands de l'Empire, aborde les principes de l'éducation, organise l'aide aux nécessiteux, affirme la valeur du baptême et de la messe en langue allemande, enfin évoque la question du catéchisme. Malgré l'adhésion des bourgeois de Brunswick aux idéaux qu'il leur représente, leur réalisation concrète se heurte à de multiples difficultés : les divergences d'intérêts, de vocation ou de croyance entrent régulièrement en conflit.
Pour conférer à la future Église une cohérence susceptible de s'imposer à toute la cité et aboutir autant que possible à une proclamation unanimement ratifiée, il faut par empathie, patience, tact et diverses tractations, gagner l'approbation de tous. Ces efforts sont couronnés le 5 septembre 1528 : le conseil des échevins, les jurés, les maîtres des 14 guildes représentatives et les 28 représentants des cinq quartiers de Brunswick : Altewiek, Altstadt, Hagen, Neustadt et Sack se réunissent et adoptent la profession de foi composée en bas-allemand par Bugenhagen. Le lendemain, un dimanche, l'adoption officielle de la Réforme à Brunswick est annoncée dans toutes les églises de la ville. Après trois mois et demi d'un labeur acharné, au cours desquels il s'est aussi employé comme premier directeur spirituel de la congrégation, Bugenhagen reçoit des élus le droit de cité.

### Départ de Brunswick
On lui a déjà trouvé une maison et la municipalité désire se l'attacher à vie comme pasteur de la communauté ; mais de nouvelles missions attendent le réformateur, car d'une part cela fait longtemps que la ville de Hambourg attend sa venue ; et d'autre part la disparition de Henri de Zutphen à Brême y rend la situation critique. C’est pourquoi le 18 septembre 1528 Bugenhagen cède la place de directeur spirituel à maître Martin Görlitz de Torgau. C'est ainsi que se termine la conversion de la ville, et Bugenhagen prend la route de Hambourg avec sa famille le 10 octobre 1528. Grâce au prosélytisme évangélique de Bugenhagen, les villes de Brunswick et Göttingen devaient rallier la ligue de Smalkalde le dimanche suivant la Trinité de 1531.

## Hambourg

### Une ville divisée

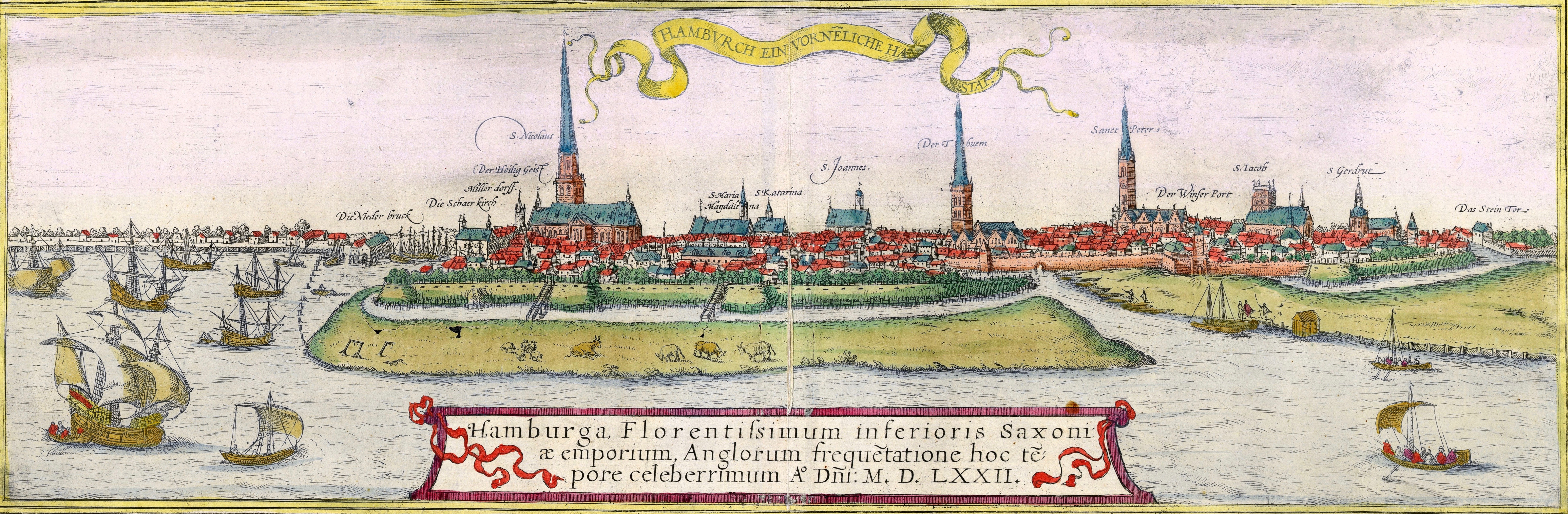
Hambourg 1572, gravure par Frans Hogenberg

À Hambourg on a envisagé, avec les progrès de la vague évangélique, d'inviter Bugenhagen dès 1525, mais cette proposition n'a pas recueilli les suffrages de la population. Pourtant, au début de 1526, une majorité de citoyens exprime le désir de se tourner vers le prédicateur de Poméranie, non sans éveiller des foyers d'opposition : régulièrement, des querelles éclatent avec les clercs catholiques de l’église Saint-Nicolas, qui se soldent par des diatribes enflammées en chaire et la désertion des processions traditionnelles. Le grand conseil tente d'apaiser la situation en invitant les champions des deux causes religieuses à débattre en séance à l'Hôtel de Ville, mais les déchirements reprennent sans délai.
Bugenhagen lui-même, qui a par son épître de 1526 « Sur la foi chrétienne et les œuvres » invité les Hambourgeois à créer une caisse d'assistance pour le secours des pauvres, s'est engagé d'une certaine manière vis-à-vis de la communauté hambourgeoise. Les tenants de l'Église traditionnelle perdent chaque jour un peu plus en autorité, mais le besoin d'une personnalité permettant d'incarner à Hambourg les aspirations nouvelles se fait de plus en plus pressant : il faut un homme possédant l’autorité et les connaissances théologiques pour y ancrer définitivement la Réforme. Nicolaus von Amsdorf, qui a tenté au mois d'avril de reprendre cette mission, a dû y renoncer car il ne maîtrise pas suffisamment le dialecte bas-allemand. Aussi commence-t-on à voir en Bugenhagen, le prédicateur de Brunswick, l’homme de la situation. Le conseil des échevins réserve une chambre dans la Doktorei, où Bugenhagen s'installe dès son arrivée le 8 octobre. Le lendemain, on organise en cet endroit un banquet de bienvenue, puis le 10 octobre les trois bourgmestres de Hambourg le reçoivent en grande pompe.

### Prédication à Hambourg

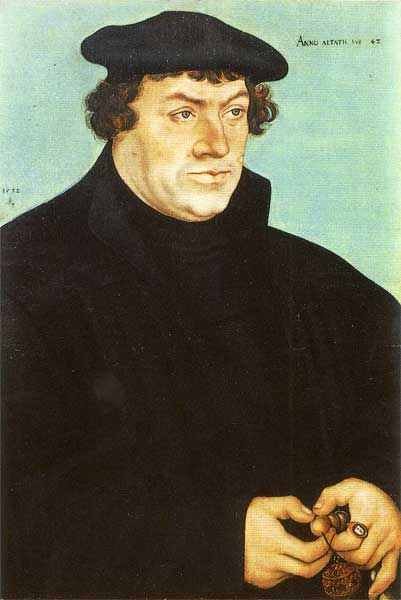
Johannes Bugenhagen en 1532.

Mais Bugenhagen réalise bientôt qu'il n'est pas possible de transposer directement à Hambourg les règles établies pour la communauté de Brunswick. Par suite de l'annonce précoce des idées de la Réforme et de l'opposition des ordres monastiques au nouvel évangile, il y a à Hambourg des divergences confessionnelles entre le conseil élu, les bourgeois et les religieux favorables à la Réforme. Bugenhagen commence par prononcer des sermons selon les mêmes principes qu'il a suivis à Brunswick. Comme auparavant, les altercations se déchaînent, notamment avec le chapitre de chanoines, profondément catholique, du monastère cistercien de Harvestehude, qui entend ne laisser aucun hérétique se hisser à la tribune de ses églises.
Au cours de sa prédication à Hambourg, Bugenhagen prend part à des débats contre l'hérésie anabaptiste du prêcheur Melchior Hoffman à Flensburg. Il a déjà eu affaire à lui quand il s'est essayé à convertir Wittemberg en 1525 puis en 1527. Hoffman est connu comme un protestant illuminé et déviant (notamment sur le point de vue luthérien de l'eucharistie) qui se préoccupe davantage de soulever les masses que de les instruire. Chaque fois que le caractère hérésiarque de sa doctrine est mis en lumière, il est réduit à prendre la fuite. En 1527 il trouve un refuge provisoire à Kiel, mais commet l'imprudence de se signaler par des libelles, ce qui l'oblige à débattre avec le théologien luthérien le 7 avril 1529 devant le  duc de Schleswig et de Holstein Christian, prince-héritier de Danemark. Hoffman s'efforce de calquer son argumentation sur celles de Zwingli et Bodenstein, disant : « Le pain qui nous est donné est figuratif et représente par sacrement le corps du Christ, mais ne l'est pas en réalité, je ne dis donc pas qu'il s'agit de vulgaire pain ou vin, mais enfin ils ne sont pour moi que des évocations. » Bugenhagen, qui l’emporte dans cette confrontation, critique point par point l'ensemble de la doctrine de Hoffman. Il argumente par la théologie et l’exégèse sur l'interprétation de l'eucharistie convenue à Wittemberg et s'appuie sur les différents récits de la Cène donnés dans les Saintes Écritures. Le 9 avril, Hofmann est convaincu d'hérésie. Ayant renoncé à faire appel, il doit quitter le pays dans les 3 jours.

### La constitution ecclésiastique de Hambourg

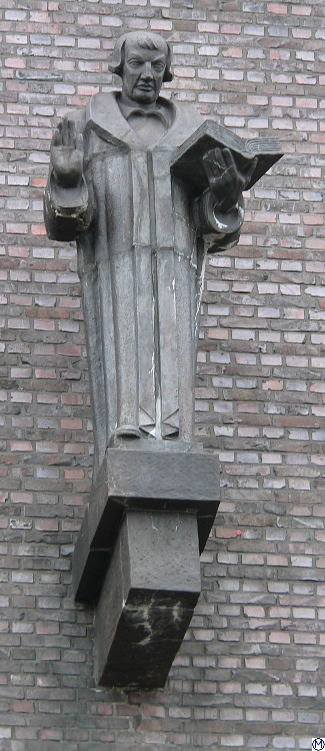
Statue en céramique sur la façade de l'église Bugenhagen à Hambourg.

De retour à Hambourg, Bugenhagen se consacre de nouveau à la réorganisation des paroisses, ce qui pour lui se traduit par une prolongation inopportune de son séjour. Il est surtout préoccupé par les menées agressives des nonnes du cloître cistercien, si bien qu'il finit par dénoncer, dans un pamphlet intitulé « Ce que j’ai soutenu et écrit sur la vie religieuse et en particulier les nonnes et béguines » (Hambourg 1529), la vie monacale comme non-conforme aux Évangiles. Toutes les manœuvres du chapitre de Sainte-Marie et des nonnes du cloître cistercien tournent court. Bugenhagen laisse ensuite cette question à discrétion dans sa constitution ecclésiastique ; mais avec cet écrit, il n'en a pas moins fourni aux fidèles et à la municipalité une piste de réflexion, qui lui sera reprochée comme une incitation à l'extrémisme au moment de la destruction des monastères le 10 février 1530. Entretemps, sa constitution est adoptée le 15 mai 1529 et le 23 mai, elle est annoncée aux fidèles dans toutes les églises de la ville. Par un travail acharné, Bugenhagen est parvenu à établir, même à Hambourg une confession acceptée de tous ; mais il y subsiste, même très atténuées, des traces de l'ancien dogme.
En dépit de ces restrictions, l'adoption de la nouvelle constitution ecclésiastique ancre définitivement Hambourg dans le protestantisme. Elle proclame notamment la nécessité de « prêcher la parole de l'Évangile pure et inaltérée », de pratiquer les sacrements de l'avènement du Christ conformément à cela, de retrancher de la pratique religieuse tout rite contraire ou même simplement non fondé sur la Parole de Dieu, d'éduquer la jeunesse dans de bonnes écoles et d'employer toutes les ressources disponibles au secours des pauvres et à la pratique religieuse. L'examen de la situation à Hambourg montre toute la prudence avec laquelle Bugenhagen, malgré l'appui des communautés protestantes, aborde la rédaction de la constitution religieuse. Le mélange intime des questions théologiques et politiques confère à la Constitution de Hambourg le double caractère d'un texte fondateur et d'une ligne directrice pour l'institution d'un clergé dans cette ville. À bien des égards, elle apporte dans le contexte particulier de Hambourg un programme de vie chrétienne inspiré de l'évangile, abordant la culture et l'éducation, la prédication et le culte, la réponse aux besoins tant matériels que spirituels, sans oublier les aspects sociaux et la vie paroissiale. À Hambourg aussi, Bugenhagen est ainsi parvenu à conférer une déclinaison de la foi réformée appropriée à la vie de la communauté.

### Inauguration du «Johanneum»
Avant son départ pour Wittemberg, il a encore le temps d'inaugurer la première école de latin publique de la ville, le Johannæum, occupant les bâtiments désormais vacants de l'ancien monastère Saint-Jean : dans son allocution en latin, il marque avec insistance tout le prix qu'il attache, en tant qu'ancien professeur du séminaire de Treptow, à la formation et à la promotion d'un enseignement efficace inspiré par la Réforme ; il pose avec ce discours la première pierre de cet édifice pédagogique. Rappelé à Wittemberg par le comte palatin de Saxe, Bugenhagen quitte Hambourg avec sa famille le 9 juin 1529. En cadeau d'adieu et en reconnaissance de ses accomplissements, les bourgeois de Hambourg le gratifient de 100 florins. Sa femme elle-même, qui l'a assisté sans relâche pendant ce séjour, se voit octroyer la somme de 20 florins.

## Fin du premier voyage

### Retour à Brunswick
Il veut retourner à Harburg et Brunswick. Dans cette dernière ville, Bugenhagen doit s'avouer que la dépravation des mœurs a empiré. Au moment de son départ en octobre 1528, les tenants de l'ancienne religion en viennent à se révolter. Il n'est pas jusqu'au duc Henri qui ne fait publier en ville son opposition croissante à la nouvelle confession, ce qui n'est pas sans conséquence. Au printemps 1529, un climat de sédition règne sur la ville, non sans lien avec l'opposition tactique du conseil des échevins au duc, car il est apparu de là des dissensions entre les bourgeois et le conseil. Le monastère pose simultanément de nouveaux problèmes, car la Réforme n'y apporte pas l'organisation qui depuis longtemps lui fait défaut. On intime aux moines de quitter leur retraite et d'apparaître dans le monde. Sur ce, une partie d'entre eux quitte la ville, mais visiblement à regret, ce qui suscite de nouvelles tensions. Le duc, fort des développements de la Protestation de Spire, où la Réforme est tenue en échec et qui a remis en vigueur les dispositions de l’Édit de Worms, fait en sorte qu’un blâme soit infligé à la municipalité de Brunswick, avec obligation de rétablir les moines dans leur propriété.
Simultanément, des manifestations spectaculaires d’iconoclasme en ville témoignent de la faveur croissante des idées de Zwingli, surtout à propos de la transsubstantiation du pain et du vin. Depuis le départ de Bugenhagen pour Hambourg, plusieurs prédicateurs protestants pnt sur l'Eucharistie adopté des positions qui ont été rejetées comme sacrilèges. Dans la pratique cultuelle-même, l'influence de Zwingli se fait de plus en plus prégnante. Ainsi la menace d'une division de la communauté se précise. Le directeur spirituel Görlitz, particulièrement peu soutenu par le conseil municipal, ne parvient plus à combattre cette évolution avec ses sermons.
Dès son arrivée en ville, le jour de l’Ascension de 1529, Bugenhagen dénonce sans ambages une situation de confusion entretenue selon lui par les exigences du duc et des représentants impériaux. Dans une série de sermons, il s'en prend aux pratiques déviantes de l'eucharistie. Il cherche aussi à contraindre les conseillers à prendre plus fermement position contre les hérétiques, et ses efforts ne sont pas longtemps stériles. Bien qu'il ait pris à cœur le redressement de la foi à Brunswick, il doit pourtant quitter la ville à la suite du rappel du comte de Saxe le 20 juin 1529.

### Bref retour à Wittemberg

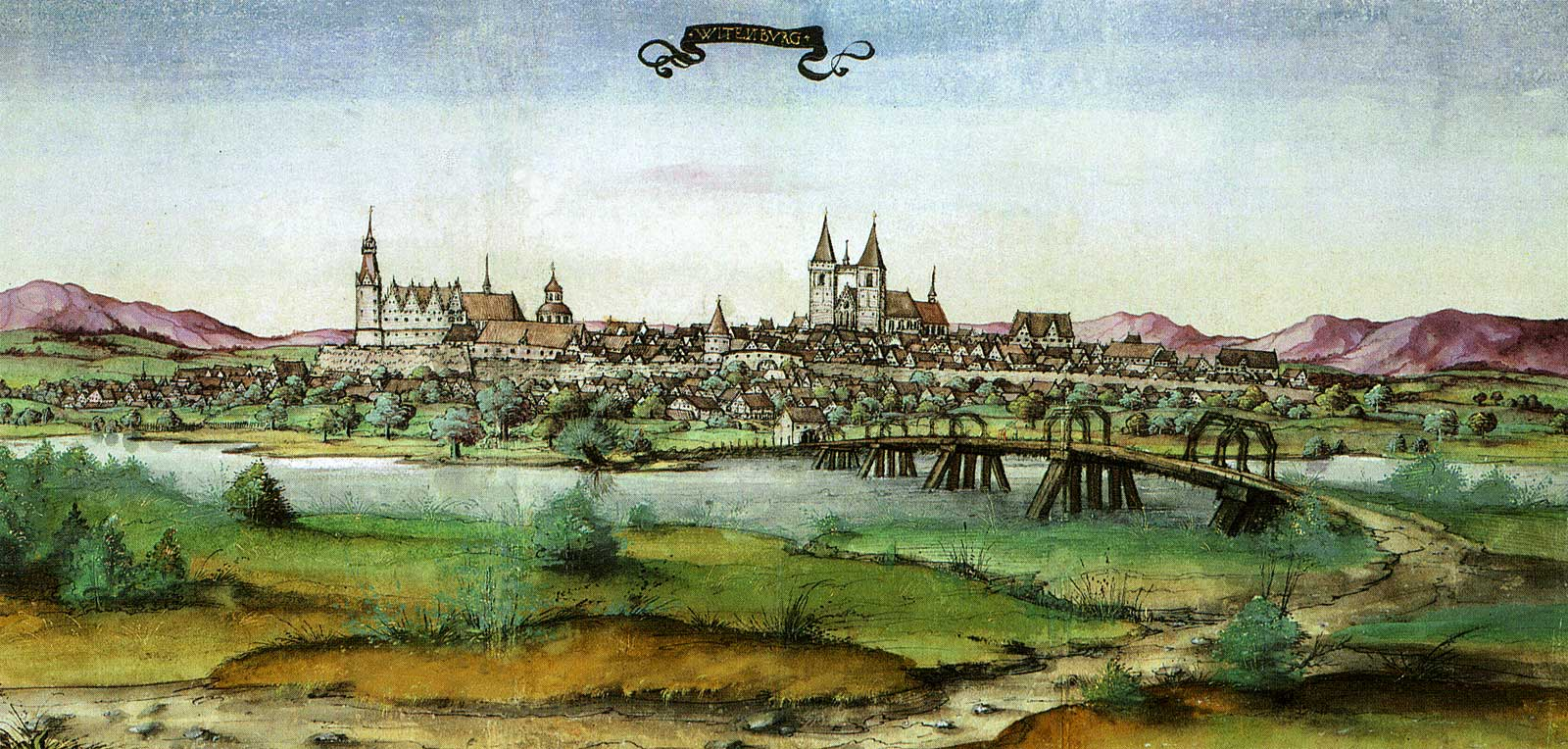
Wittemberg dans les années 1530.

Le soir du 24 juin 1529, il est de retour à Wittemberg avec sa famille et est accueilli par un banquet de bienvenue par le conseil des échevins. Les habitants de Wittemberg retrouvent leur pasteur, et Luther, qui a exercé cette fonction tout ce temps, peut de nouveau se consacrer à l'organisation de la Réforme. Bugenhagen est immédiatement impliqué dans la préparation du Colloque de Marbourg, auquel pourtant il ne participe pas, préférant se consacrer aux nouveaux développements de la question de l'autonomie religieuse et à la rédaction de la Confession de Torgau en vue de la Diète d’Augsbourg : on retrouve ses propositions adoptées aux articles 22 à 28 de la Confession d'Augsbourg. Il n'assiste pas davantage à la diète d'empire, privilégiant avec Caspar Cruciger l'Ancien l’attente des fidèles à Wittemberg. Surtout, il veut se consacrer à l’assistance spirituelle aux réformateurs d’Allemagne du Nord. Il représente Luther pour les premières missions religieuses à travers l'Électorat de Saxe, prêche en chaire et donne des conférences à l’université, particulièrement sur la Première épître aux Corinthiens. Il agite brièvement l'idée d'une histoire des Apôtres. Puis, comme la polémique entre Luther et Zwingli atteint son paroxysme, deux émissaires de Lübeck viennent à lui en juin 1530, lui demandant de venir réformer l'Église de leur ville : et c'est ainsi qu'en octobre 1530 Bugenhagen prend le chemin de Lübeck.

## Lübeck

### Les bases sociales du mouvement réformateur à Lübeck

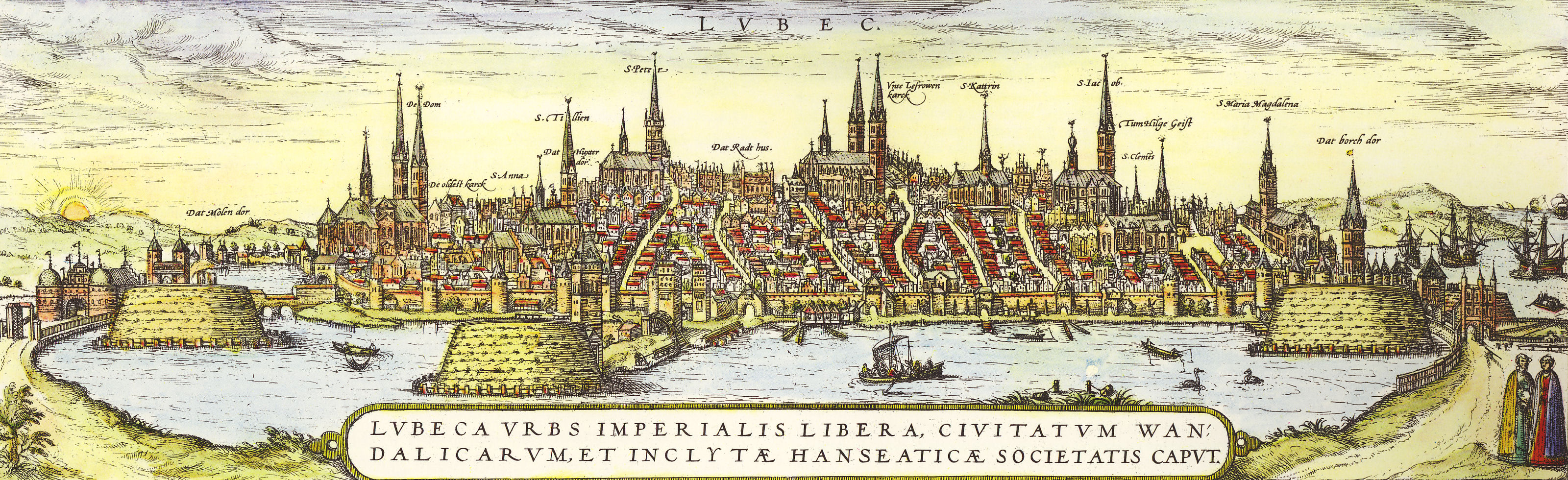
Lübeck vue depuis l'est (XVI).

Lübeck, à l’embouchure de la Trave, perd avec la Réforme sa position centrale dans le commerce de la Baltique : tandis que les Hollandais intensifient leur trafic portuaire, les Anglais prennent en mains leur propre commerce ; quant au Danemark, au duché de Prusse naissant et à la ville libre de Dantzig, ils tentent de s’affranchir de l’hégémonie de Lübeck. Ces difficultés extérieures suscitent l’intensification de tensions internes. Depuis 1522 s’est développée à Lübeck une faction protestante très active et de plus en plus influente. À la tête de cette opposition bourgeoise au conseil des échevins, on trouve les commerçants écartés de l’oligarchie municipale, partisans d’une concurrence agressive contre les rivaux Néerlandais et Danois, qui estiment leurs revendications insuffisamment défendues par le conseil de ville. Elle voit dans la Réforme un espoir de promotion sociale. La hausse des impôts de l’automne 1529 (notamment la levée des contributions de guerre contre les Turcs) mettent cette minorité en position de demander des comptes aux échevins : elle conditionne sa coopération par la prise en compte de ses requêtes. Une « délégation » dite « du 64e » s'en fait le porte-parole, si bien qu'à l'été 1530, le conseil doit enregistrer l'adhésion de la ville à la Réforme. L’opposition peut à présent s’occuper de la réorganisation du clergé et des paroisses.

### La constitution ecclésiastique de Lübeck

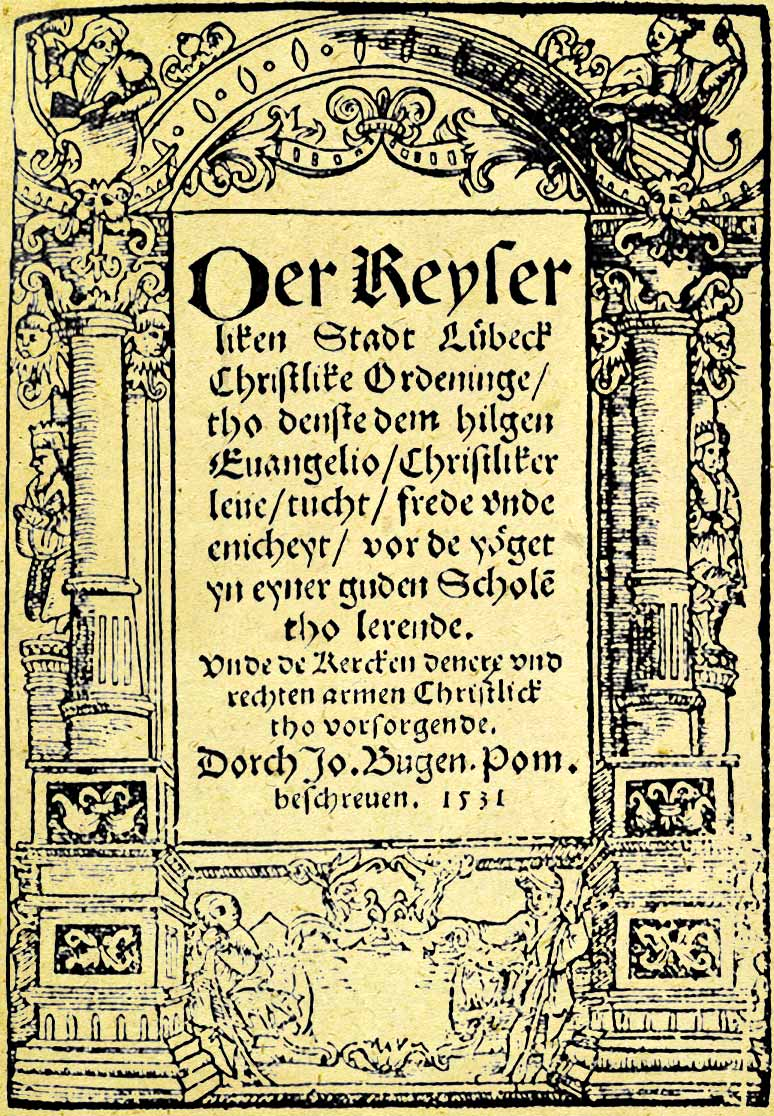
Frontispice de Der Keyserliken Stadt Lübeck Christlike Ordeninge, constitution religieuse de Lübeck (1531).

L'adhésion du Conseil des échevins à la nouvelle Église, le 30 juin, exige entre autres l'organisation commune des différents aspects de la vie spirituelle (c'est-à-dire l'Église, l'École et l'aide aux pauvres). Une conséquence directe est l'implication au grand jour de Bugenhagen. Le 28 octobre 1530, ce dernier rejoint le port de la Hanse avec sa famille fort d'une relative disponibilité, compte tenu de l’importance politique de l’enjeu. Luther accepte de reprendre dans l'intervalle ses fonctions au sein du consistoire de Wittemberg, sans savoir au juste combien de temps Bugenhagen allait passer à réorganiser l’Église de Lübeck ; et en effet, le conservatisme des échevins, opposés à une extension des idées de la Réforme, devait saper longtemps ses efforts.
Bugenhagen bénéficie surtout des appuis au sein de l'opposition commerçante, qui lui permettent de faire approuver et mettre en application son programme le 27 mai 1531. Le dimanche de la Trinité 1531, il est annoncé et célébré lors de l'office divin dans toute la ville. Passé cette proclamation, Bugenhagen, prévenu par ses échecs passés à Brunswick et Hambourg, demeure presque encore une année complète à Lübeck, afin d'y ancrer solidement le protestantisme. Comme à Hambourg, les besoins de former un clergé instruit conduisent à ouvrir là aussi une école de latin, ce Katharineum occupant les locaux du monastère Sainte-Catherine des Franciscains. Hermann Bonnus est choisi, sans doute sur proposition de Bugenhagen, comme premier recteur de l’école et ancien de l’Église de Lübeck.

### Bilan de l'apostolat de Lübeck
Pendant son séjour à Lübeck, Bugenhagen reçoit fréquemment les requêtes d'autres villes d'Allemagne du Nord : des théologiens expérimentés le prient de les conseiller en tranchant sur l'organisation des communautés. C'est ainsi que le conseil des échevins de Rostock fait appel à lui pour l'organisation des paroisses. Bugenhagen trouve cependant à Lübeck encore le temps de rattraper le retard qu'il a pris depuis 1527 dans son programme de rédaction : il y met la dernière main à un traité abondamment argumenté par des exemples tirés de l'histoire ecclésiastique, intitulé Contre les sacrilèges (1532), et dans lequel il dénonce la pratique traditionnelle de l’eucharistie.
Préoccupé par l'agitation d'un autre franc-tireur de la Réforme, Johannes Campanus, qui parcourt depuis 1530 la Rhénanie en propageant une doctrine antitrinitaire de son crû, que Luther aussi bien que Melanchthon a dénoncée dans leurs lettres, Bugenhagen écrit à son tour un avis contre les Antitrinitariens. Il passe les dernières semaines de son séjour à Lübeck à superviser une traduction du Nouveau Testament en dialecte bas-allemand, dont il veut faire une authentique langue de culture depuis ses premières tentatives en 1524 à Wittemberg. L'aboutissement de ce travail est la publication en 1533-34 de la luxueuse Bible de Lübeck, première bible complète en dialecte bas-allemand, appelée aussi parfois « Bible Bugenhagen » et qui devance même historiquement la bible de Luther composée en haut-allemand. Le 30 avril 1532, Bugenhagen reprend le chemin de Wittemberg.

## Retour à Wittemberg

### Directeur spirituel de Wittemberg

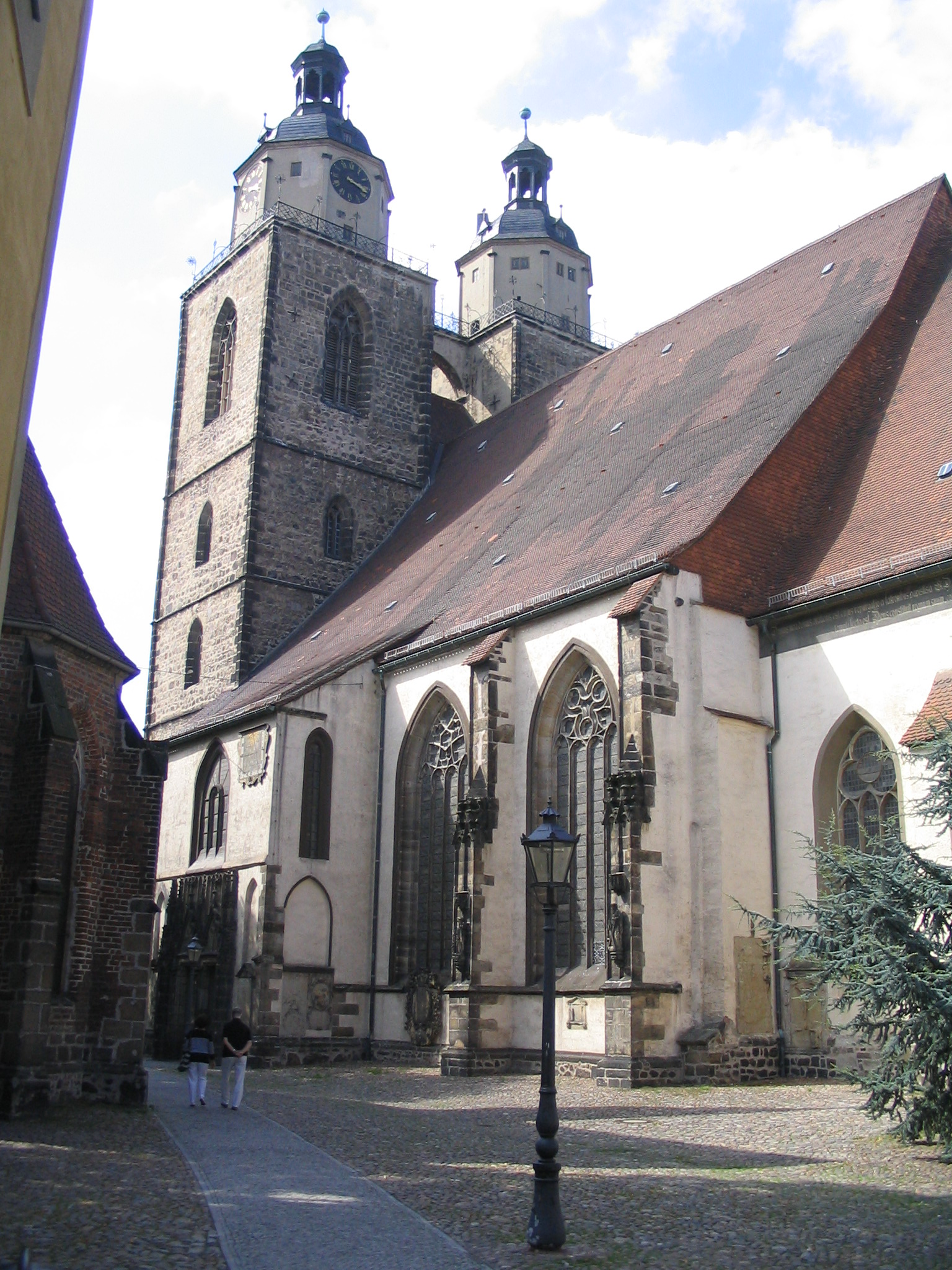
L'église de Wittemberg aujourd'hui.

De multiples difficultés attendent Bugenhagen lorsqu'il retrouve Wittemberg le 5 mai 1532. Luther, qui a remplacé Bugenhagen, s'est occupé des fidèles mais il se trouve lui-même submergé de devoirs, et ses maladies ont interrompu l'office divin à de nombreuses reprises. Et si Bugenhagen est malgré tout assisté des diacres Sebastian Fröschel, Georg Rörer et Johann Mantel, plusieurs problèmes demeurent qui lui font plus d'une fois douter de sa mission. Avant tout, la conversion des fidèles demeure superficielle. Il s'emploie avec toute la conviction possible à développer la foi et la pratique cultuelle réformée en s'appuyant sur l'enseignement de la Bible et le catéchisme. La longueur de ses sermons, que Luther critique plus d'une fois, n'est sans doute pas sans rapport avec ses peines. Son ami ne déclare-t-il pas un jour : « Chaque prêtre doit faire des offrandes. Ergo Pomeranus fait offrande de ses fidèles par ses discours-fleuves, ce sont nous ses offrandes ; et aujourd'hui il nous a sacrifiés de belle manière… » Si Bugenhagen avait su conclure plus rapidement ou s'il s'était fait remplacer, les mères de familles wittembergeoises auraient eu quelque chance d'avoir encore le temps de faire leur marché pour le repas dominical…

### Docteur en théologie

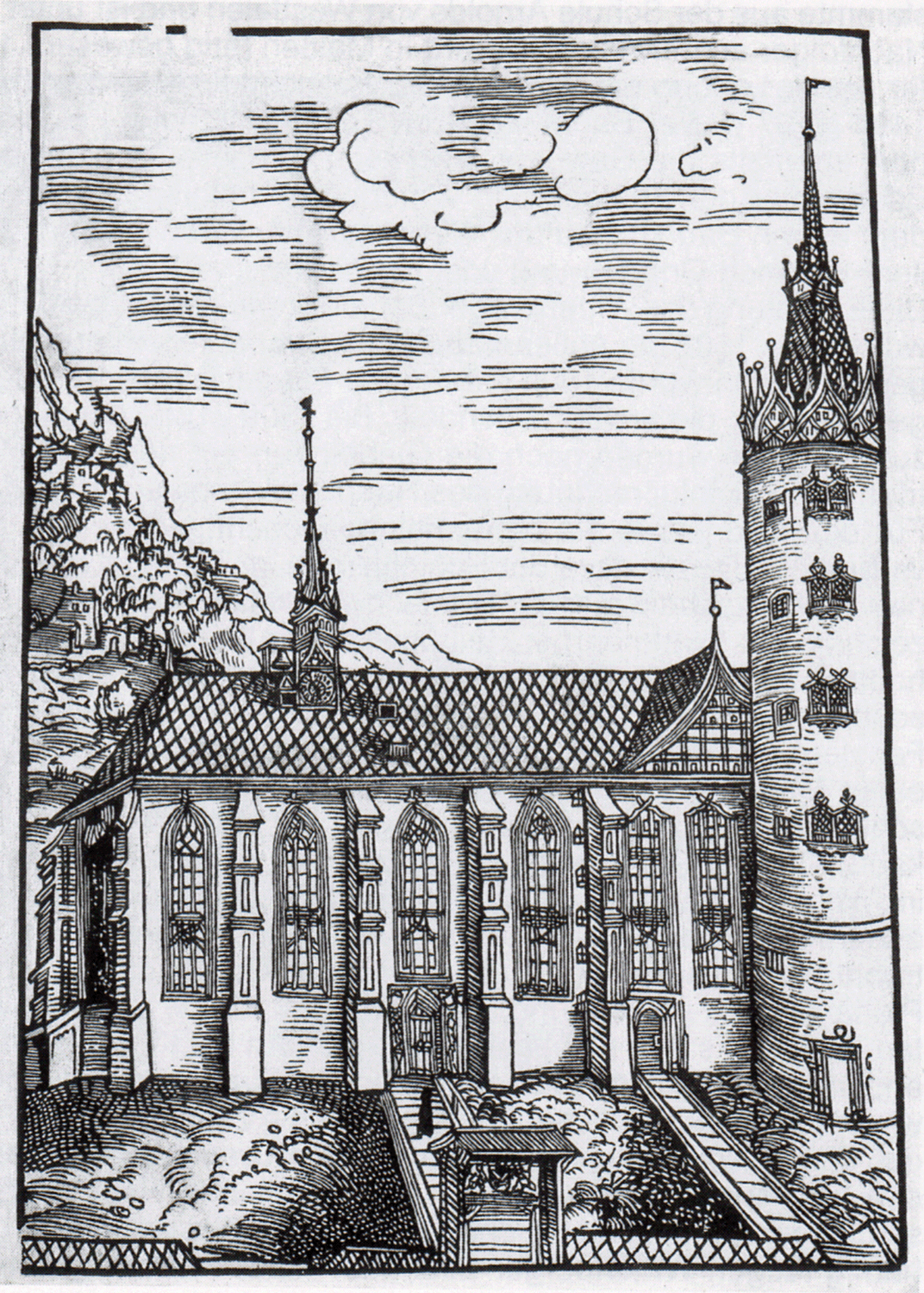
Esquisse de la chapelle de Wittemberg à l'époque où Bugenhagen y reçut le grade de docteur.

À l’université, Bugenhagen donne régulièrement des conférences sur le prophète Jérémie. Lorsque le 28 avril 1533 des représentants du denier du culte pour Hambourg démarchent les théologiens de l’université de Wittemberg pour qu'ils confèrent à leur directeur spirituel Johannes Aepinus le grade de docteur, les professeurs de la faculté de théologie réalisent combien peu de théologiens ils ont promus au regard des besoins de l'évangélisation : en effet, faute de règlement précis, plus aucun docteur n'a été reçu depuis 1525. Dans la perspective de la promotion d’Æpinus, la faculté de théologie prend la décision d'enregistrer les thèses de l'érudit Caspar Cruciger l'Ancien et du licencié Bugenhagen, compte tenu de la richesse de leurs apports à la doctrine. L’électeur Jean-Frédéric, qui assiste à des assemblées à Wittemberg et qui se préoccupe énormément du fonctionnement de l’université de son duché, appuie leur candidature. Il se propose de payer les droits d'inscription et offre d'assister en personne à la soutenance, fixée au 17 juin 1533. La veille au soir, Melanchthon travaille encore à la lecture des thèses qu'on lui a soumises.
Les soutenances des deux candidats se tiennent en l'église du Château de Wittemberg sous la présidence de Luther, en présence des princes de Saxe, des ducs Ernest et François de Brunswick, du duc Magnus de Mecklembourg, et de nombreux représentants de la noblesse et de l’Université. À compter de cette date, le titre de docteur en théologie de Wittemberg constitue la qualification requise pour les directeurs spirituels des villes et principautés protestantes. Bugenhagen, qui pense pouvoir se dispenser de l'exercice par égard pour son ancienneté, doit défendre ses six thèses « sur l’Église » (De ecclesia) devant le jury. Il y affirme le respect des lois séculières par le clergé protestant, dans la mesure où elles n'entrent pas en contradiction avec la loi divine. Il les distingue des règles ecclésiastiques, qui selon Col 2 16 ne peuvent lier les consciences. Il leur oppose la liberté de conscience, qui ne peut être ôtée à aucune créature sur Terre. Ses conclusions rencontrent les aspirations des princes. Le lendemain, le doyen de la Faculté de théologie Justus Jonas l'Ancien proclame solennellement la promotion des trois candidats dans la chapelle du château. C'est Luther lui-même qui a concocté le nouveau protocole de soutenance, qui devait ainsi conférer au diplômé le crédit religieux et l'autorité impériale, tous deux accordés de Dieu.

### Directeur du Cercle Électoral de Saxe
Le lendemain le prince électeur donne un banquet (appelé en Allemagne Doktorschmaus) en l'honneur des nouveaux promus. C'est l'occasion pour le prince de confier à Bugenhagen la direction du Cercle électoral des États de l’est de l’Elbe. Ainsi pour la première fois une direction temporelle est attribuée à l'Église protestante, direction qu'elle conserve jusqu'en 1817 (les États de la rive gauche sont ensuite administrés par le bailli de Kemberg). Après Bugenhagen, cette charge administrative équivalente à celle d'un évêque est liée à celle de pasteur de Wittemberg : elle est occupée par les plus éminents représentants de la faculté de théologie de la ville. Attachée désormais à l'Université de Wittemberg, elle passe en 1817 à l’Université de Halle sous la forme d'un titre de directeur. Cette fonction prend de l'importance avec l'insistance de Luther à ce que des tournées d'inspection soient menées dans tout le pays, ce qui jusqu'alors n'est pas systématique. Gregor Brück (alias Pontanus), qui travaille à la préservation des institutions depuis 1527, reconnait qu'à la suite de la première tournée, de nombreuses irrégularités et divers problèmes se sont révélés. C'est pourquoi il exhorte Jean l’Assuré de poursuivre ses inspections des églises ; mais ce prince ne vit pas assez longtemps, et c'est son fils Jean-Frédéric qui entreprend la tournée suivante, en 1533. Il faut pour cela pouvoir s'appuyer sur une organisation précise du clergé, et c'est de là que nait cette fonction de « directeur du Cercle électoral ».

### La constitution ecclésiastique de Wittemberg
Avant de pouvoir entreprendre ses inspections, Bugenhagen a encore à mettre sur pied l'organisation paroissiale de Wittemberg ; pour un homme qui a déjà rédigé de telles constitutions pour les villes de Brunswick, Hambourg et Lübeck, et qui en a même supervisé la mise en application, le fait que sa propre ville en soit dépourvue encore en 1535 paraît pour le moins incongru. C'est aussi que Wittemberg ne souffre pas vraiment du fonctionnement informel de l'Église locale. Dès les événements du 24 janvier 1522, le conseil des échevins a promulgué un arrêté sur les affaires religieuses, puis Bugenhagen et Justus Jonas l’Aîné ont précisé la liturgie pour la Chapelle de Tous-les-Saints (celle de la Schlosskirche). Et puis Wittemberg dispose déjà de tout un corpus religieux avec la Messe en allemand (1525) et le livret de baptême (1526) de Luther, le « cérémonial du mariage » (Ordnung für die Trauung, 1524) de Bugenhagen et enfin la « Liturgie du mariage pour les simples pasteurs » (Traubüchlein für die einfältigen Pfarrherrn, 1529) de Luther.
Aussi n'est-il guère étonnant que la constitution religieuse de Wittemberg n'ait pas apporté de grands changements : ce n'est que la compilation écrite des rites observés depuis plusieurs années. Par sa structure, elle s'apparente aux autres constitutions religieuses d'Allemagne du nord, hormis sur deux points : 
- l'élection des pasteurs revenait (comme cela avait été le cas pour Bugenhagen) aux clercs de l'université, et à dix députés nommés par le conseil des échevins et par la communauté, tandis que le conseil paroissial dépendait de l'intendance générale du Cercle électoral de l'Elbe orientale ;
- suivant une recommandation de Luther, Bugenhagen institue des écoles pour les jeunes filles, dépassant par là les constitutions des villes autonomes de Basse-Saxe, qui ne prévoyaient que l'enseignement de la lecture : désormais, l'écriture et le calcul devaient aussi être enseignés. Cette évolution devait affecter par la suite la doctrine chrétienne en précisant le statut de la mère de famille chrétienne.

Finalement Bugenhagen entreprend sa tournée d'inspection, qui le mène aussi dans les trois paroisses de Herzberg, Schlieben et Baruth, placées directement sous son autorité de directeur du conseil de paroisse de Wittemberg. Au cours de cette tournée, il ne revient que très ponctuellement à Wittemberg ; ses inspections suivantes l'amènent entre autres au bailliage de Belzig. Il a aussi à rendre dans le même temps une centaine de jugements dans la mesure où les réformateurs de Wittemberg en appellent à son autorité, rend des avis sur le choix de nouvelles implantations et joue un rôle de conseiller dans la propagation de la Réforme en Saxe-Anhalt.

## En Poméranie

### Contexte religieux

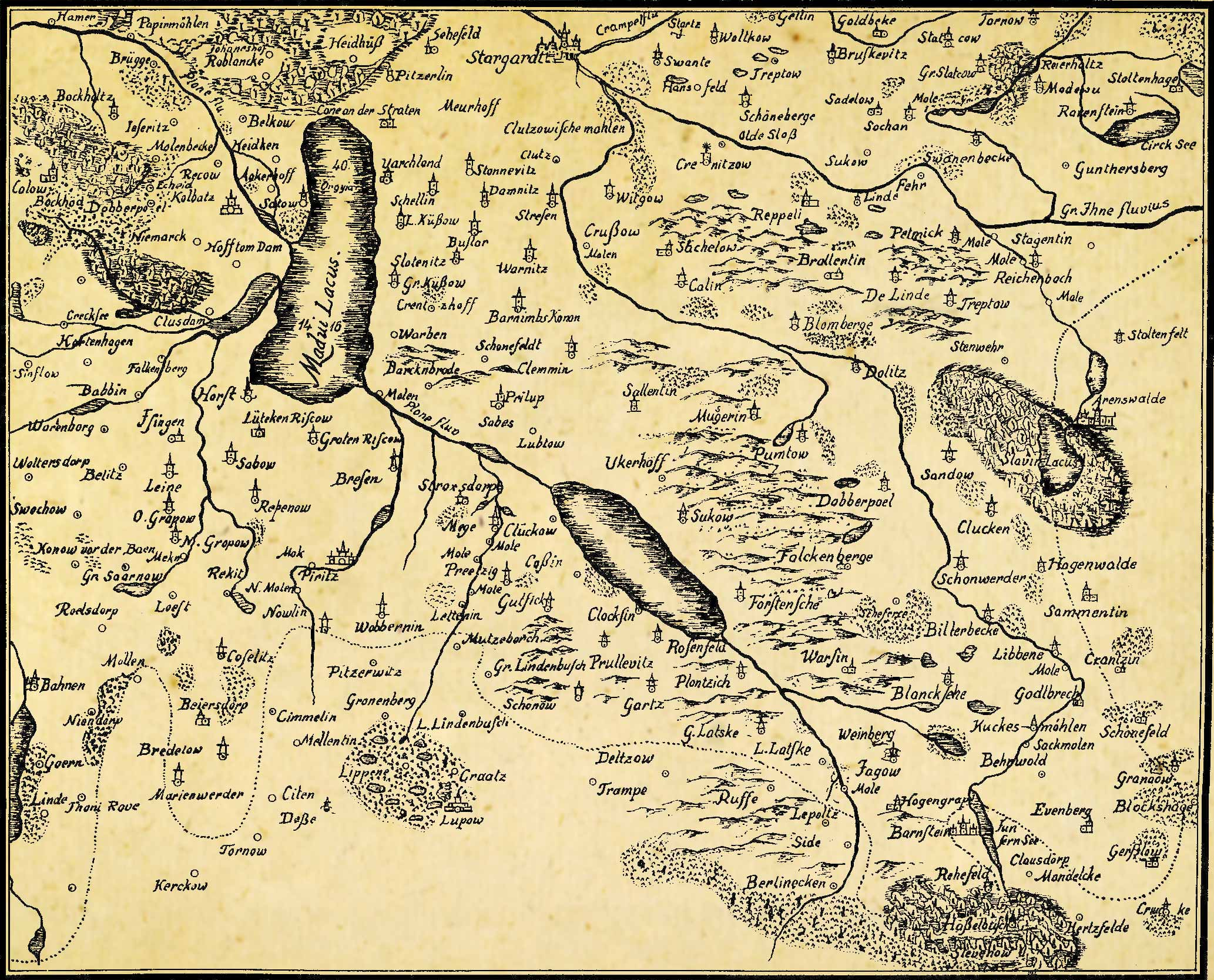
La « Grande carte de Lubin » représente l’ancien duché de Poméranie.

À la mort du duc Boguslaw X, les contingents des réformés gagnent en puissance dans les grandes villes de Poméranie. Le prince régnant Boguslaw observe pour sa part une politique religieuse souple, tolérant l'action des ministres réformés du moment qu'ils ne troublent pas l'ordre public. L'évêque d'alors, Érasme von Manteuffel, sait en tirer parti et Georges Ier et Barnim, les deux fils de Boguslaw, poursuivent dans cette voie. Ils tiennent aussi compte de leur situation au sein de l'Empire, car la Poméranie est jusqu'en 1530 un fief d'Empire et Charles Quint ne décide de sa réattribution que sept ans après la mort du duc Boguslaw. Dans l'intervalle, la Réforme y est tacitement tolérée. À la mort de Georges en octobre 1532, le pays est partagé entre Barnim IX, qui obtient la Poméranie-Stettin, et le fils de Georges, Philippe Ier, qui obtient la Poméranie-Wolgast. Lors de ce partage, les princes conviennent de l'intérêt de conserver un gouvernement unique du pays et mettent en place une instance administrative unifiée.
Plusieurs villes tentent d'accroître l'indépendance qu'elles ont commencé d'acquérir grâce aux réformes intérieures lancées par Boguslaw depuis une dizaine d'années. Ces désirs d'autonomie et les aspirations bourgeoises à la démocratie s'accompagnent d'un mouvement de réforme religieuse, qui se manifeste surtout par la célébration de la messe en allemand et la communion sous les deux espèces, sans toutefois mettre en cause la hiérarchie du clergé. Une partie de la bourgeoisie s'en prit à la mauvaise gestion des affaires et réclama un nouveau partage des responsabilités. Avec la pression croissante du mouvement évangélique, les ducs de Poméranie décident finalement à l'été 1534 d’adopter la Réforme : ils comptent secrètement intégrer l'évêque modéré von Manteuffel au nouveau clergé, afin d'apaiser les tensions politiques.

### La réforme de l'Église en Poméranie
C'est pourquoi plusieurs représentants de l'église évangélique sont invités à participer à un Landtag à Treptow-an-der-Rega le 13 décembre 1534 : s’y rendent l'évêque von Cammin, les chapitres cathédraux, la noblesse, les échevins des grandes villes, et les réformateurs Christian Ketelhot (pour Stralsund), Paul vom Rode (pour Stettin), Johannes Knipstro (pour Greifswald), Hermann Riecke (pour Stargard), Jacob Hogensee (pour Stolp) et enfin Johannes Bugenhagen ; mais l'accord ne peut se faire pour l'adoption d'une confession commune à tout le pays. On demande toutefois à Bugenhagen de rédiger un projet de constitution ecclésiastique ce qui, compte tenu de l'issue des pourparlers, n'est pas sans difficulté. Bugenhagen ne peut y consigner que des dispositions d'urgence, utiles pour les communautés réformées encore isolées. Cette nécessaire constitution, qui se borne aux problèmes du moment, constitue néanmoins un socle pour l'établissement d'une Église unifiée par la suite.
Bugenhagen travaille visiblement à la version définitive de ce projet jusqu'au début de 1535, sous l'œil attentif des représentants de Poméranie : à peine achevé, il est envoyé à l'impression à Wittemberg et parait dans l'année. Par rapport aux confessions des différentes villes du pays, la constitution de Bugenhagen est relativement brève et n'évoque même pas les principes théologiques des différentes églises de Poméranie. Elle aborde essentiellement les thèmes du clergé, du denier de l'église et de la liturgie, et se fonde sur les principes proclamés par l'Évangile pour s'appuyer directement sur la Parole divine et définir les préceptes d'une vie chrétienne. Avec ce dernier aspect, la question de l'éducation est abordée, mais contrairement à la constitution de Wittemberg, l'éducation des jeunes filles n'est pas évoquée. Bugenhagen y témoigne au passage de sa reconnaissance pour sa chère Université de Greifswald et insiste sur l'importance de cette institution de formation pour la préparation aux fonctions administratives et cléricales. Bugenhagen profite de la rédaction de cette constitution ecclésiastique pour y poser les principes de tournées d'inspection régulière, inspections qui doivent avoir un rôle décisif dans l'unité de doctrine des pays de dogme luthérien.
C'est là la première manifestation d'une orientation finale vers la Confession d'Augsbourg et de son apologétique distincte déclarée ultérieurement au concile de Smalkalde en 1537. Il expose en conclusion comment il convient de célébrer la liturgie pour lui conserver une signification chrétienne. Quelques sermons et des chants sont annexés à l'ouvrage. L'ordination de Johann Knipstros en tant qu'intendant général de l'Église réformée de Poméranie marque une étape supplémentaire vers la rupture avec Rome : avec elle, la mission de Bugenhagen dans le pays touche à son terme ; il devait toutefois demeurer un lien entre les ducs de Poméranie et la cour de Saxe.

### Le mariage du duc Philippe

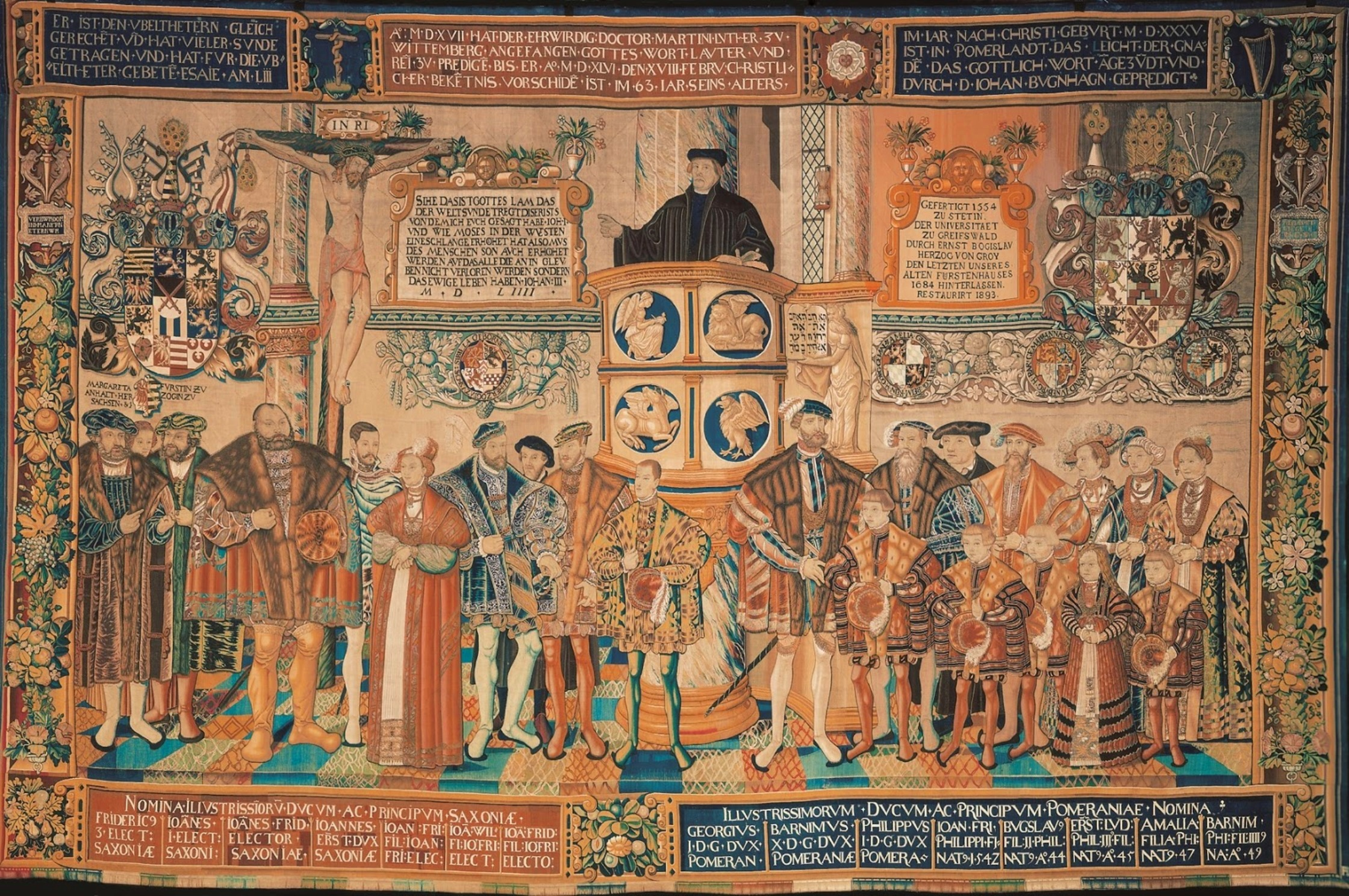
La tapisserie de Croÿ à l’Université de Greifswald représente Bugenhagen au milieu de la famille ducale de Poméranie.

Bugenhagen arrange lui-même les détails des fiançailles du duc Philippe avec Marie de Saxe et pour cela rallie la cour de l'électeur Jean-Frédéric à Torgau en août 1535 pour présenter la future épouse au conseiller Jobst von Dewitz et au chancelier du duc Barnim, Bartholomaeus Suawe. On discute du montant de la dot, du douaire, des dates approximatives de signature des contrats, de la succession des fiancés, etc. Une fois conclu le contrat de mariage, le 25 février, les noces de Philippe et de Marie donnent lieu à des réjouissances du 27 au 29 février à Torgau.
La dimension politique de cette union apparait clairement aux yeux de toutes les chancelleries. Elle éclate d'ailleurs au grand jour lors du ralliement de la Poméranie à la Ligue de Smalkalde juste après les noces. L'implication toute relative des ducs de Poméranie dans les prises de position de la ligue, si elle assombrit quelque peu ce ralliement, ne change pourtant rien au fait que le pays compte désormais, et définitivement, au nombre des puissances protestantes. Par son action, Bugenhagen est finalement parvenu à rallier son pays natal à la fédération des principautés luthériennes : tout en se bornant à poser des principes très généraux, il l'a fait avec une pondération de jugement, un soin et une conviction tels que l'impulsion définitive est donnée. L'évolution de l'Église de Poméranie vers le luthéranisme et la diffusion des principes évangéliques à travers la contrée va cependant prendre encore des décennies.

### Bugenhagen professeur

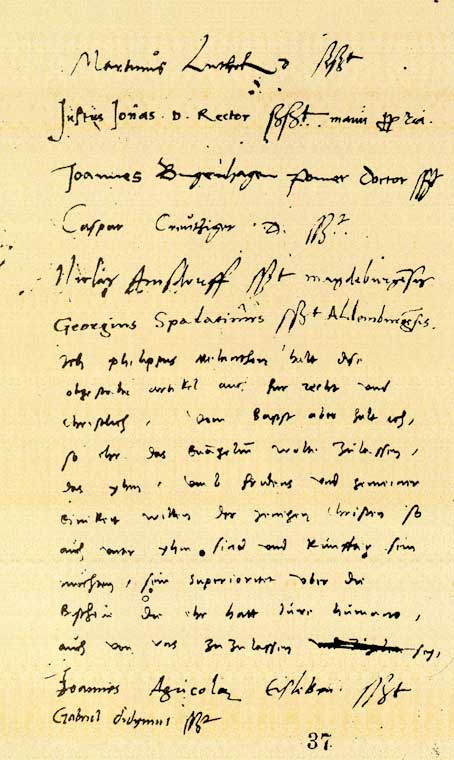
Signatures des pères de la Réforme au bas de la Confession de Smalkalde.

De retour à Wittemberg, il est reçu comme titulaire de la quatrième chaire de la Faculté de théologie le 19 septembre 1535 avec une leçon inaugurale intitulée « Quinta feria post Exaltationis crucis »  de la Faculté de théologie. Mais comme la peste continue d'accabler la ville, il se consacre à l'ordination de prêtres dans toute la région, ce que Luther souhaite instamment. C'est ainsi que Wittemberg devient le centre du protestantisme luthérien, Bugenhagen endossant de plus en plus les fonctions d'évêque de la Réforme. Le 26 mai 1536, ce Poméranien prit part, aux côtés des plus hauts dignitaires protestants d'Allemagne, à la Concorde de Wittemberg, s'y montrant à l'occasion homme de compromis, mais aussi militant acharné de l'eucharistie luthérienne. De la même façon, il participe au concile de Smalkalde en 1537 et est parmi les signataires de la Confession de Smalkalde.

## Danemark

### Le contexte scandinave

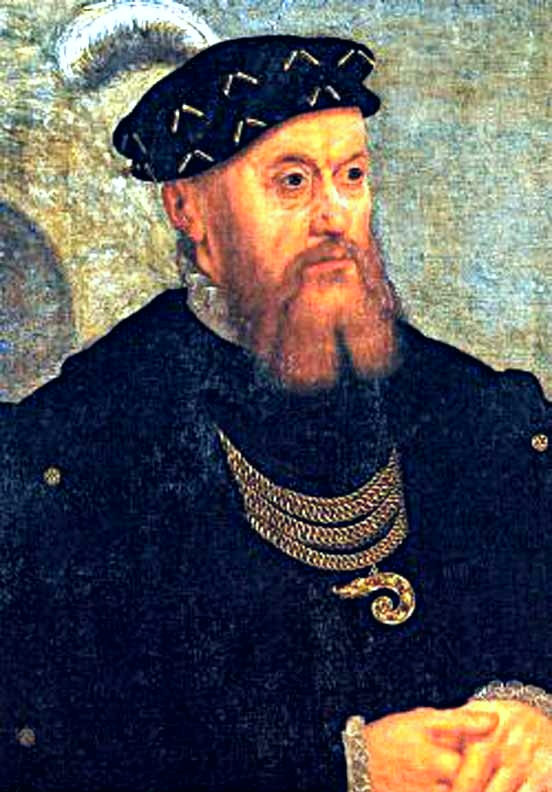
Christian III, roi de Danemark et de Norvège.

Les liens étroits entre les marchands de la Hanse offrent des conditions favorables au rayonnement de la Réforme dans les pays du Nord qui, combinées à d'autres facteurs comme l'envoi de nombreux étudiants scandinaves à l'université de Wittemberg et le prosélytisme des prêcheurs luthériens dans ces pays, assurent l'ancrage des idées évangéliques dans les grands ports de commerce. Au premier rang des adeptes de la nouvelle foi on compte le roi Christian II, qui entretient des liens personnels avec des personnalités de Wittemberg. Au Danemark, la bourgeoisie des villes, le monarque et une partie de la paysannerie s'opposent à la noblesse pour le triomphe de la nouvelle foi. Comme Christian II s'est déjà fait des ennemis par sa tentative de convertir la Suède de force et de limiter les privilèges des marchands de la Hanse, la noblesse, qui trouve ses alliés non seulement en Suède mais aussi dans les ports de la Hanse, s'empare en 1523 de ses terres. C'est son oncle Frédéric Ier, duc de Schleswig et de Holstein, qui détient alors le trône. Frédéric, lors du ban d’Odense en 1527, obtient la tolérance des princes vis-à-vis des protestants. Il obtient ainsi, par delà l'indépendance de l'Église du Danemark vis-à-vis de l’Église catholique romaine, la jouissance des biens accumulés jusqu'alors par le clergé catholique. Lorsqu'en 1531 Christian II tente de reconquérir son royaume depuis la Hollande, il est arrêté et incarcéré. À sa mort en 1533, Christophe d'Oldenbourg se lance au nom de son cousin Christian II dans une guerre de succession (dite « faide des comtes »), contre le fils de Frédéric, Christian III. Il est soutenu dans son combat par les villes de Copenhague et Malmö, pourtant converties, cependant que le gros de l'aristocratie, en majorité catholique, attend sa défaite complète avant de reconnaître pour roi Christian III, alors le champion des idées réformées.
Avec la fin de la guerre de succession en 1536, Christian III peut instaurer officiellement la Réforme au Danemark et en Norvège. Le 20 août il fait incarcérer quelques évêques qui se sont opposés à lui pendant la guerre civile, confisque les biens de l'Église au profit du Trésor et prend lui-même la tête du clergé. Christian III prie les princes-électeurs de Saxe d'envoyer Bugenhagen et Melanchthon à Copenhague pour participer à l'œuvre missionnaire au Danemark. C'est un échec, car pour les deux princes allemands, les réformateurs sont encore indispensables. En désespoir de cause, Christian III se tourne le 17 avril 1537 vers les autres princes-électeurs et vers Luther. Ce dernier adresse au souverain un projet de constitution du clergé pour le Danemark.

### Apostolat au Danemark

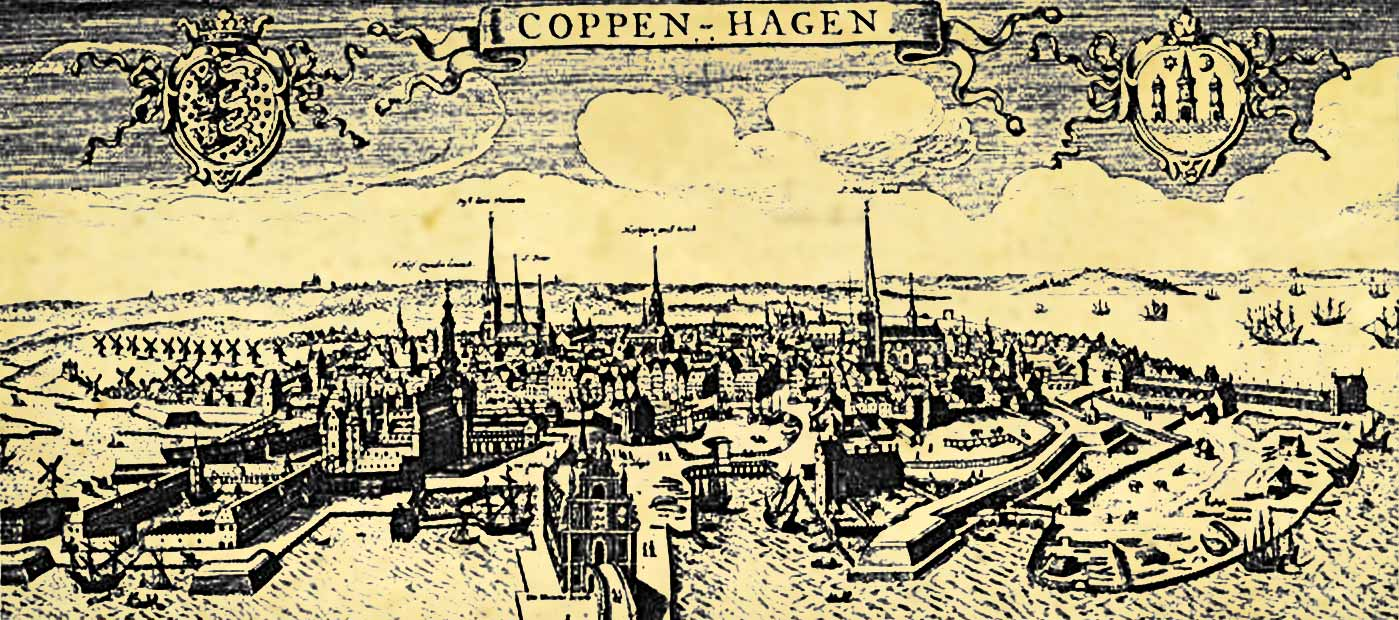
Gravure ancienne de Copenhague

Alors Jean-Frédéric Ier décide d’accorder son congé à Bugenhagen. Ce dernier part vers le 10 juin 1537 avec sa famille pour le Danemark. Le 5 juillet il atteint Copenhague après avoir traversé Hambourg, le Holstein et le Schleswig. Il se consacre à la rédaction de la constitution ecclésiastique du pays, en pleine concertation avec les représentants religieux danois. Mais avant même que cette confession soit parachevée, Bugenhagen, soucieux de préparer le terrain politiquement, procède en grande pompe le 12 août 1537 au couronnement de Christian III et de sa femme dans la Frauenkirche de Copenhague. Le 2 septembre les sept anciens de l'Église de Danemark sont investis officiellement dans leurs nouvelles fonctions. Le couronnement aussi bien que ces nominations marquent la rupture avec la tradition romaine, car ces deux cérémonies sont des privilèges arrachés aux évêques. Aujourd'hui, la nomination des sept directeurs de conscience est considérée comme une rupture dans la Succession apostolique au Danemark.
Le diocèse de Seeland, dont le siège se trouve à Roskilde, est aussi celui de la capitale Copenhague ; on en confie le soin à Peder Palladius. L’Université de Copenhague, qui depuis sa fondation en 1479 a beaucoup dépéri, est rouverte solennellement par décret du roi le 9 septembre 1537. Bugenhagen est chargé entre autres d'organiser la reprise des premiers cours. Une fois la Confession Danoise entièrement rédigée, le roi la paraphe le 2 octobre, entraînant son application immédiate. Elle est imprimée et publiée le 13 décembre suivant. On publie également la Lettre Royale (Königsbrief), par laquelle Christian III marque sa volonté de placer la nouvelle Église luthérienne sous son autorité directe. Les tentatives passées d'instaurer une relative indépendance du clergé sont ainsi balayées et l'on s'achemine désormais vers une Église d'État.
Depuis la formation de la Ligue de Smalkalde il est apparu clairement que la propagation et l'épanouissement du Protestantisme ne dépendent plus de la seule force de conviction des prédicateurs ou de la vigueur de leur argumentation théologique, mais aussi de la puissance militaire des princes réformés, permettant seule de faire rempart aux menaces de retour à l'ordre ancien. Le roi, fort de son autorité et de ses moyens militaires, ne se borne plus seulement à tolérer la nouvelle Église : en luthérien convaincu et pieux, il en prend la tête. Il fait ainsi des besoins de l'Église une cause personnelle. Il est indispensable de pouvoir contrer à temps d'éventuelles hérésies, pour permettre aux nouvelles institutions ecclésiastiques de s'épanouir dans les royaumes de Norvège et de Danemark. C'est ainsi qu'entre Bugenhagen et Christian III s'institue une amitié qui dure jusqu'à la mort.
Si la Confession Danoise confère une assise institutionnelle ferme au luthéranisme dans le royaume même de Christian III, il n'en va pas de même pour les duchés de Schleswig et de Holstein, liés à ce prince par simple union personnelle, et qui ne devaient bénéficier à leur tour d'une constitution ecclésiastique qu'en 1542. Sur ce point, la Confession Danoise institue un financement de l'Église luthérienne dans les duchés et demande la collaboration des religieux et des communautés à l'évolution des institutions religieuses. On y trouve aussi des recommandations sur l'éducation, les bibliothèques et les écoles, sur les religieux, la liturgie, le denier du culte, ainsi que sur la nomination de directeurs de conscience et de trésoriers. Dès qu'il s'agit de la nomination des pasteurs, le dernier mot revient au monarque. Une fois signée la Confession, Bugenhagen, en tant que conseiller du roi pour les affaires religieuses, se charge de prendre en main l'évolution concrète des institutions.

### Professeur de l'université de Copenhague
Après que le Danemark ait rallié la Ligue de Smalkalde, Bugenhagen reçoit, grâce à une nouvelle intercession de Christian III auprès de l'électeur de Saxe, l'autorisation de prolonger son séjour à Copenhague. Le 28 octobre 1537, il inaugure une série de conférences à l’Université de Copenhague. Il a compilé pour l'occasion un règlement interne, dont la forme achevée trouve son expression dans sa Fundatio et ordinatio universalis Scolae Hafniensis, qu'il adresse au Parlement danois à Odense le 10 juin 1539. Ce règlement donne (ce qui est typique de l'époque) la primauté à la Faculté de théologie ; il proclame Palladius professeur permanent de théologie en tant qu'évêque de Seeland, et avec deux autres docteurs récemment promus, lui assigne le devoir de donner des conférences sur les Saintes Écritures. Bugenhagen et Tilemann von Hussen interviennent eux-mêmes par la suite en tant que professeurs occasionnels à la Faculté. La Faculté de philosophie se signale particulièrement par le cours d'hébreu d’Hans Tausen, une rareté à l'époque.
Après quelques difficultés de remise en route, l’université trouve son rythme et le 28 octobre 1538, Bugenhagen se voit proposer l'honneur d’en devenir le recteur ; seulement il est accablé de questions de détail concernant l'application de la nouvelle constitution ecclésiastique. Ainsi pour le baptême, il statue disant que les enfants ne doivent pas être portés nus sur les fonts, mais habillés. En matière d'enseignement, il proclame que les professeurs se doivent à leur mission, et rappelle à l'ordre plusieurs d'entre eux pour leurs manquements. Il exige des religieux qu'ils se conforment exactement à la nouvelle constitution. Bugenhagen tente enfin d'intercéder dans la querelle qui oppose les ducs de Poméranie à Christian III pour la possession de l’île de Rügen, mais il doit sur ce point bientôt admettre que religion et politique sont décidément des préoccupations bien distinctes au sein de la Maison de Danemark ; plusieurs mécomptes de ce genre viennent ainsi graduellement refroidir son enthousiasme initial.

### Départ du Danemark
Le terme de la dispense convenue avec l’électeur de Saxe approchant, Bugenhagen commence à préparer son départ. Après avoir quitté Copenhague le 4 avril 1539, il demeure quelque temps au château de Nyborg, d'où il compose sa lettre de bénédiction et ses courriers de mission pour les directeurs de conscience danois. Pour la Pâques 1539, il accompagne Christian III à Haderslev et il assiste le 9 juin à la session du Parlement à Odense. Il peut y vérifier que sa constitution ecclésiastique, complétée pour aboutir à la Confession danoise, est approuvée dans ses moindres détails par le Parlement et prend à présent le statut de loi organique. Le lendemain, la refondation de l'université qu'il a entreprise trouve à son tour une expression officielle avec la signature d'un décret royal à ce sujet. Son apostaloat de près de deux années au Danemark se conclut par un discours d'adieu devant les députés. Le 15 juin 1539, il reprend la route pour Hambourg, Celle, Gifhorn, Haldensleben et Magdebourg, et retrouve le 4 juillet Wittemberg, où le conseil des échevins lui remet un tonneau de bière en signe de bienvenue. Comme pour les autres nations, il garde la contact par lettres avec l'Église de Danemark. Lorsqu'en 1541 l’évêque de Schleswig meurt, Christian III propose le diocèse à Bugenhagen, mais ce dernier refuse invoquant son âge. Il semble qu'il ait invoqué un motif similaire pour repousser l'offre ultérieure du diocèse de Cammin.

## Dernières années

### Sollicitations en Saint-Empire et ailleurs
À son retour à Wittemberg, de nouvelles tâches attendaient Bugenhagen. Les confrontations se multiplient entre les réformateurs de Wittemberg (par ex Luther – Agricola), entraînant l'instabilité civile. C'est dans ce contexte que depuis 1539 il s'attelle à une mise à jour de la traduction de Luther de la Bible : il conseille surtout Luther sur le choix des mots, pour exprimer des nuances particulières avec des termes empruntés tantôt au haut-allemand, tantôt au bas-allemand. Bugenhagen est aussi envoyé en mission à l'étranger : ainsi en 1542 une invitation du roi Christian III l'amène à participer au Landtag de Rendsburg, où la liturgie danoise, une fois traduite en bas-allemand et adaptée aux spécificités locales, est adoptée par les duchés de Schleswig et de Holstein.

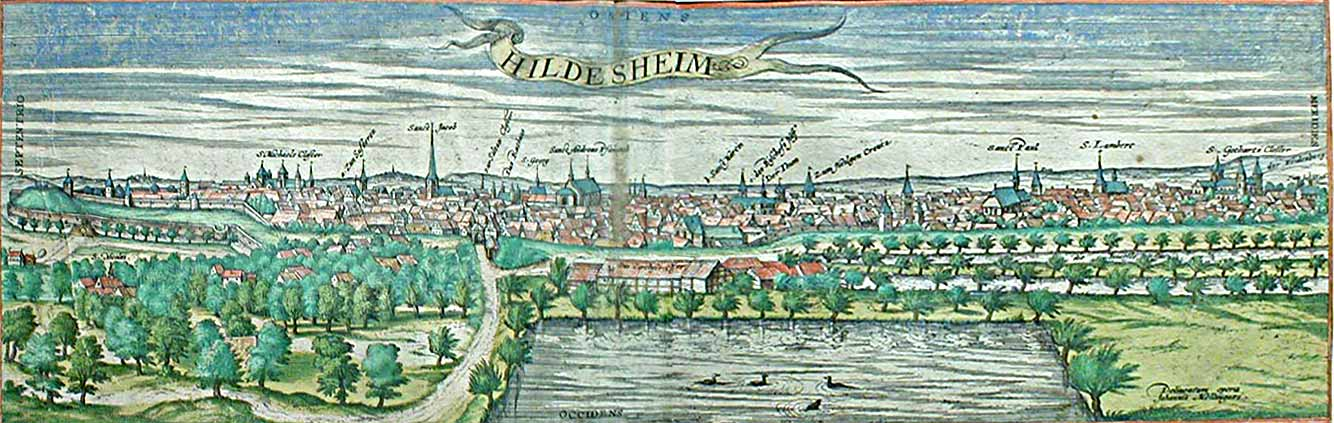
Hildesheim au XVI.

Bugenhagen venait à peine de rentrer à Wittemberg que la Ligue de Smalkalde a repris par la force le Brunswick-Wolfenbüttel au duc pro-catholique Henri de Brunswick. Bugenhagen est institué surintendant provisoire du pays et inspecte les communautés en compagnie d’Anton Corvinus et Martin Görlitz. Le 1er septembre il prend ses fonctions dans le chef-lieu de diocèse Hildesheim, dont les bourgeois embrassent la Réforme le 26 septembre. Si les tournées d'inspection dans les villes de Brunswick-Wolfenbüttel prennent une tournure festive, il n'en va pas de même dans les campagnes où les monastères s'agitent contre la nouvelle religion. Autre facteur de mécontentement, le financement des guerres a entraîné le renvoi des clercs profanes et la dispersion des biens ecclésiastiques. La constitution ecclésiastique du duché de Brunswick-Wolfenbüttel de 1543, qui est pour l'essentiel l'œuvre de Bugenhagen, sert de fondement à celle de Hildesheim en 1544.
C'est enfin au cours des années 1540 que Bugenhagen entre en correspondance avec les réformateurs de Transylvanie, qui le relaient ainsi dans ce pays.

### La mort de Luther

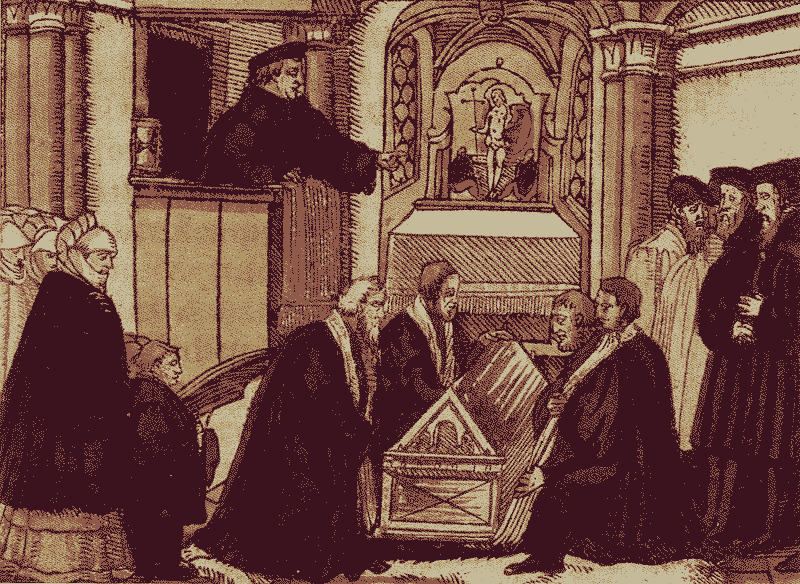
Bugenhagen prononce l'oraison funèbre lors de l'inhumation de Luther.

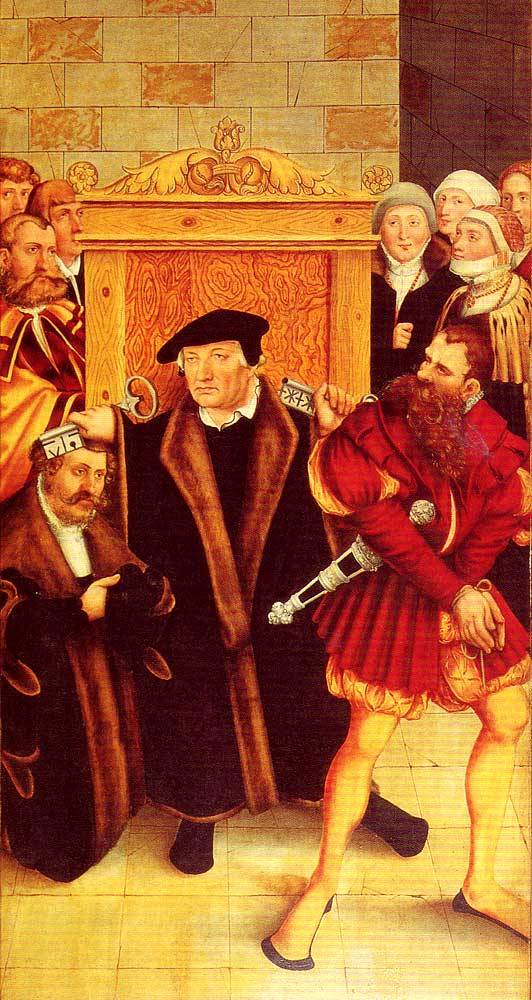
Bugenhagen à la chaire de la Stadtkirche de Wittemberg.

La mort de Luther, le 18 février 1546, bouleverse Bugenhagen. Dans son oraison funèbre du 22 février, il qualifie Luther de « professeur, prophète et Réformateur envoyé par Dieu. » La destinée du protestantisme luthérien repose désormais sur les seules épaules de Melanchthon et Bugenhagen. La campagne militaire contre les protestants lancée par Charles Quint les visent directement. L'empereur assiège Wittemberg ; il faut fermer l’université, et Melanchthon quitte la ville, suivi de la majorité des professeurs. Par sa constance dans l'adversité, Bugenhagen, qui se sent engagé vis-à-vis des fidèles de Wittemberg, sait redonner courage à Caspar Cruciger, Georg Rörer et Paul Eber, et peut les convaincre de rester en ville. Les offices religieux de Bugenhagen dont l'objet d’une attention particulière des espions de Charles Quint.
Avec la capitulation de Wittemberg, Bugenhagen se retrouve dans une situation ambiguë vis-à-vis du prince Maurice, mais dans l'intérêt de la ville et dans l'espoir de voir revenir la paix, il tâche d'établir des liens de respect envers le nouveau prince-électeur. Quoiqu'identifié comme partisan de l'ancien prince, il parvient par son comportement à obtenir le 24 octobre 1547 la réouverture de l’université de Wittemberg, assurant par là la survivance de l'héritage spirituel de Luther. C'est la raison pour laquelle le 16 novembre 1548 il est élu doyen de la Faculté de théologie, charge qu'il conserve jusqu'au semestre d'hiver 1557-58.
Avec la proclamation par Charles Quint de l’Intérim d'Augsbourg s'annonce la recatholicisation que tous les protestants redoutent. Le comte Maurice avertit lui-même l'empereur qu'il ne croit pas cette reconquête des esprits réalisable. Sur ces entrefaites, on convient d'un concile à Celle, auquel même Bugenhagen se joint. Les conseillers de l'électeur y affluent pour intercéder auprès de Charles Quint en faveur des protestants, et éviter ainsi que ne rééclate une guerre rampante. Le concile se conclut par la proclamation de la Confession de Leipzig qui, quoiqu’elle atténue les dispositions de l’interim d'Augsbourg, n'en constitue pas moins un sérieux coup porté à la théologie luthérienne. Les théologiens de Wittemberg, taxés par les autres protestants de gnésio-luthériens, sont accusés d'avoir trahi Luther et avec lui, toute la Réforme. Ces polémiques prennent de l'ampleur et aboutissent à une division des Protestants en deux camps. Bugenhagen y perd plusieurs amis et anciens compagnons de route.
La dernière grande œuvre de  Bugenhagen, son Commentaire sur le livre de Jonas, montre à quel point les controverses malveillantes et partisanes l'affectent alors que sa vie touche à sa fin, et comment il fait face aux reproches et accusations dont on l'accable. Ce commentaire qu'il conserve sous la main devient pour lui, au cours de la polémique sur l'intérim d'Augsbourg, un apologue justificatif, où il démontre sa fidélité aux enseignements de Luther et où il déploie par endroits une critique virulente contre l'Église catholique. Bugenhagen reprend aussi à cette époque ses travaux sur la Passion du Christ, envisageant de les étendre ensuite à un nouveau Diatessaron complet, mais il ne peut venir au bout de cette tâche. Comme l'Electeur Maurice est parvenu, par sa guerre contre l'empereur et la ratification de la Paix de Passau, à conforter les positions du Protestantisme et à vider de leur contenu les dispositions de l'intérim d'Augsbourg, Bugenhagen croit ses prières exaucées par la tournure des événements. Dans ces dernières années, il se met à prier de plus en plus en dévot, les progrès de l'âge et l'affaiblissement de son corps le tournant vers la vie intérieure.
Bugenhagen n'entretient plus de relations très étroites avec le prince-électeur Auguste, dont la cour l'emploie comme directeur de conscience par intérim. Il ne quitte plus Wittemberg que pour de brefs voyages ; ses activités de prédicateur et de professeur d'université lui suffisent. Devant la menace ottomane, les arrêts du Concile de Trente et le risque d'une guerre fratricide entre principautés d'Allemagne, il sombre dans une mélancolie teintée de pensées apocalyptiques. Dans une lettre du 23 janvier 1553 adressée à Christian III de Danemark, il dépeint ainsi sa situation à Wittemberg : « Ici je prononce des sermons, je donne des conférences dans les écoles, j'écris, je dirige les affaires ecclésiastiques, je sanctionne, ordonne et envoie en mission beaucoup de pasteurs, je prie avec notre congrégation et tout ce que je demande au Père céleste, je le demande au nom de notre SEIGNEUR Jésus Christ et comme mon cher prince et mes frères, je suis accablé d'hérétiques, de menteurs, d'agitateurs, d'imposteurs et autres illuminés… »

### Dernières années

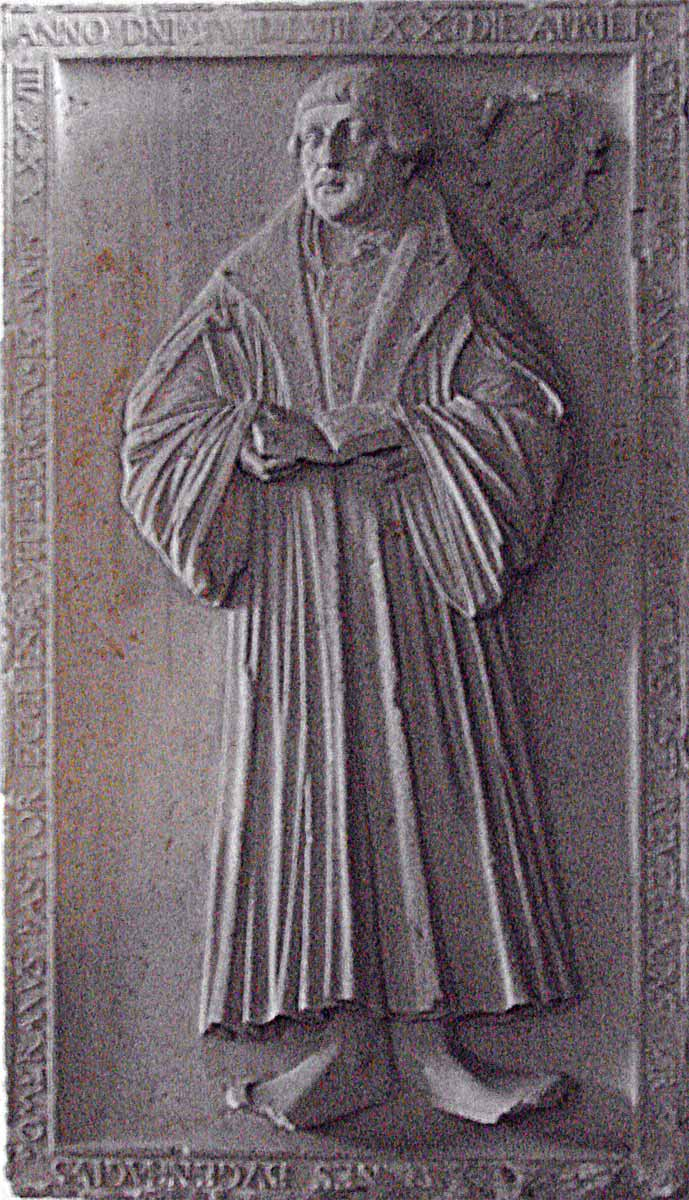
Épitaphe de Johannes Bugenhagen dans la cathédrale de Wittemberg.

Trois ans plus tard, le Docteur et pasteur de Wittemberg compose une Adresse à tous les pasteurs et prédicateurs des Évangiles dans la chrétienté de Saxe où il leur recommande de lire aux communautés les évangiles tous les dimanches. Dans cette dernière exhortation, l'évêque de la Réforme engage les fidèles, face aux épreuves, à avouer leurs péchés et à se tourner vers la consolation qu'on ne peut trouver qu'en Dieu. Il fait ainsi face jusqu'au bout à ses responsabilités de conseiller spirituel. Parvenu à l'âge de 72 ans, il renonce à prononcer les sermons des offices, tâche qu'il prisait par-dessus tout. Un affaiblissement soudain suivi d'une brève maladie emportent Bugenhagen autour de minuit les 19-20 avril 1558, non sans que le diacre Sebastian Fröschel lui ait apporté les derniers secours de la religion. Le lendemain soir, il est inhumé dans l'église même où il a prêché pendant presque 35 ans ; Melanchthon prononce son oraison funèbre.

## Postérité
Avec Martin Luther, Philipp Melanchthon, Justus Jonas et Caspar Cruciger, Johannes Bugenhagen compte au nombre des grands réformateurs de l'École de Wittemberg. Il reste comme le propagateur du luthéranisme dans les pays de la Hanse (Allemagne du Nord et Danemark), comme le premier pasteur de Wittemberg et l'un des grands professeurs de théologie de son université, enfin comme l'ami, proche collaborateur et confesseur de Martin Luther. À ce point de vue, son rôle dans l’apparition et l'épanouissement du luthéranisme est essentiel.
Si son œuvre d'exégète biblique a été négligée des autres réformateurs de Wittemberg, les réformateurs d'Allemagne méridionale comme Œcolampade l’ont beaucoup commentée et en ont fait la louange. Elle constitue le fonds normal de la bibliothèque d'un pasteur au XVIe siècle. Les récits de la Passion du Christ donnés dans ses conférences sont rassemblés en un recueil de piété populaire, et, de l'époque de la Réforme jusqu'au XVIIe siècle, ils ont connu une large diffusion dans le monde germanique, traduits même en polonais et en islandais. On les trouve encore aujourd'hui annexés aux livres d'hymnes du Groenland à la Finlande.
Parmi les grandes réalisations de Bugenhagen, il y a lieu de citer ses constitutions ecclésiastiques qui toutes, jusqu'à la Confession Danoise, sont rédigées dans ce dialecte moyen-bas allemand alors couramment compris sur tout le pourtour de la Baltique. Ces constitutions, loin de se limiter à des listes de préceptes et de règlement (et sur des sujets aussi variés que l'administration du clergé, les actes, l'école, la charité publique et la liturgie), fournissent une argumentation théologique abondante à l'appui de ces directives. Bugenhagen y met particulièrement l'accent sur la nouvelle interprétation de la liturgie et de l'eucharistie. Il expose sa pensée en partant des faits les plus quotidiens vers les argumentations théologiques les plus subtiles, dans un style tout à fait propre aux sermons en chaire.
Ces constitutions ont toutes été imprimées et, une fois promulguées, lues aux fidèles dans les églises. Ainsi elles ne se limitèrent pas à un cercle de clercs et de dirigeants, mais furent connues de toutes les communautés protestantes. Les constitutions se signalent par la promotion de l'enseignement élémentaire. Bugenhagen est le premier à offrir aux jeunes filles la possibilité d'une éducation élémentaire. Par son canon pédagogique il cherchait à former les jeunes au-delà de leur cercle familial, l'éducation élémentaire devenant l'affaire de la communauté des fidèles. La communauté doit aussi, selon Bugenhagen, prendre en charge la formation supérieure des adolescents doués mais de parents pauvres. C'est la raison pour laquelle, dans les régions qu'il a visitées, il a institué des hospices de charité financés par une caisse commune sur l'exemple de Wittemberg.
Le lien étroit entre la communauté et les administrations, que ses constitutions proclament, reflètent de façon caractéristique l’interdépendance des principes théologiques et d’une pensée sociale. Ces constitutions ont par la suite servi de modèle pour tout le nord de l'Allemagne. Dans ces régions, le 20 avril est pour les protestants dédié au souvenir de Bugenhagen. On y trouve de nombreux temples portant le nom de Bugenhagenkirche ; la Nordelbische Kirche décerne chaque année la médaille Bugenhagen lors de la Fête de la Réformation.

## Œuvres (sélection)
- Interpretatio in Liberum, Nuremberg, 1523, 1524 (réimpr. Bâle 1524, Strasbourg 1524, Wittemberg 1526)
- Interpretatio in Epestolam ad Romanos, Haguenau, 1523
- Annotationes in Epistolas Pauli XI, posteriores, Nuremberg, 1524 (réimpr. Bâle 1524 et Strasbourg 1524)
- Historia Domini nostri J Chr. passi et glorificati, ex Evangelistis fideliiter contracta, et annotationibus aucta, Wittemberg, 1526 (réimpr. 1540, 1546)
- Oratio, quod ipsius non sit oponio illa de eucharistia…, Wittemberg, 1526
- Confessio de Sacramento corporis et sanguinsis Christi, Wittemberg, 1528
- Dat Nye Testame[n]t düdesch : Mit nyen Summarie[n] edder kortem vorstande up eyn yder Capittel, Cologne, Peter Quentel, 1528
- Johannes Bugenhagens Pomerania, vol. IV, Stettin, Gesellschaft für Pommersche Geschichte und Alterthumskunde mit Unterstützung der Königlich Preußischen Archivverwaltung von Otto Heinemann (Quellen zur Pommerschen Geschichte, 1900 (lire en ligne)
- Der erbarn Stadt Brunswig christlike Ordening to Denste dem hilgen Evangelio… : dorch Johannem Bugenhagen … bescreven, Wittemberg, 1528, 1531
- Johannes Bugenhagen (trad. Hans Wenn), Der ehrbaren Stadt Hamburg christliche Ordnung, 1529, Hambourg, 1971
- Johannes Bugenhagen (trad. Wolf-Dieter Hauschild), Der Keyserliken Stadt Lübeck Christlike Ordeninge, Lübeck, 1981 (ISBN 3-7950-2502-8)
- Eine Schrift wider dem Kelch-Diebe, Wittemberg, 1532
- De Biblie uth der uthlegginge Doctoris Martini Luthers yn dyth düdesche vlitich uthgesettet mit sundergen underrichtingen alse men seen mach, Lübeck, 1533 (réimpr. Fol. Magdebourg 1545)
- Johannes Bugenhagen (trad. Norbert Buske), La confession de Poméranie [« Kercken-Ordeninge des gantzen Pamerlandes 1535 »], Greifswald et Schwerin, Helms, 1535 (ISBN 3-931185-14-1)
- Ordinatio Ecclesiastica Regnorum Daniae et Norvegiae, ac Ducatumm Slesvici et Holstatiae, Copenhague, 1537
- Biblia : dat ys de gantze Hillige Schrifft, Düdesch : Upt nye thogerichtet, unde mit vlite corrigert, Wittemberg, Hans Lufft, 1541
- Der XXIX. Psalm ausgelegt, darinne auch von der Kindtaufe, Wittemberg, 1542
- Christliche Kerken-Ordening im Lande Brunßwick Wolfenbüttelschen Deels, Wittemberg, 1543
- Kirchen Ordnung der Stadt Hildesheim, 1544
- Historia des lydendes unde upstandige unses Heren Jesu Christi uth den veer Euangelisten (Niederdeutsche Passionsharmonie von Johannes Bugenhagen), Berlin et Altenburg, Barther, 1586 (réimpr. Norbert Buske, réimpression facsimile, 1985).
- Gerhard Messler, Johannes Bugenhagens « christliche Vermahnung an die Böhmen » (1546), Kirnbach, 1971
- Christliche vermanung des erwirdigen Herrn Doctor Johann Bugenhagenhagen/Pomerani/ Pastors der Kirchen zu Wittenberg. An die löbliche Nachbarschaft /Behemen /Slesier vnd Lusiatier., Wittemberg, Hans Lufft, 1546 (réimpr. Kirnbach 1971 éd. et comm. par Gerhard Messler)
- Christliche Leichenpredigt über D. Martin Luthern, Wittemberg, 1546
- Ein Schrifft D. Johann Bugenhagen Pomerani : Pastoris der Kirchen zu Witteberg : An andere Pastorn vnd Predigern : Von der jtzigen Kriegsrüstung, Wittemberg, Hans Lufft, 1546
- Wie es uns zu Wittemberg in der Statt gegangen ist in diesem vergangenen Krieg…, Wittemberg, 1548 (réimpr. Iéna 1705)
- Jonam Prophetam, Commentarius in Jonas, Wittemberg, 1550